# Bagnères-de-Luchon
Luchon redirige ici.
Pour les articles homonymes, voir Bagnères.
Bagnères-de-Luchon, également nommée Luchon par métonymie (en occitan gascon Luishon ou Banhèras de Luishon), est une commune française située dans l'arrondissement de Saint-Gaudens du département de la Haute-Garonne, en région Occitanie. Surnommée « la reine des Pyrénées », c'est une station thermale doublée d'une station de ski (Luchon-Superbagnères) implantée sur la commune voisine de Saint-Aventin mais accessible au départ de Bagnères-de-Luchon par télécabine ou par la route départementale 46 via la vallée du Lis. Depuis 1801, Bagnères-de-Luchon a été le chef-lieu du canton du même nom et en est depuis 2015 le bureau centralisateur. Sur le plan historique et culturel, la commune fait partie du pays de Comminges, correspondant à l’ancien comté de Comminges, circonscription de la province de Gascogne située sur les départements actuels du Gers, de la Haute-Garonne, des Hautes-Pyrénées et de l'Ariège.
Exposée à un climat de montagne, elle est drainée par la Pique, la Neste d'Oô, le Lis et par divers autres petits cours d'eau. La commune possède un patrimoine naturel remarquable : trois sites Natura 2000 (les « vallées du Lis, de la Pique et d'Oô », la « haute vallée de la Pique » et « Garonne, Ariège, Hers, Salat, Pique et Neste »), un espace protégé (« Luchon ») et huit zones naturelles d'intérêt écologique, faunistique et floristique.
Bagnères-de-Luchon est une commune rurale qui compte 2 081 habitants en 2022. Elle appartient à l'unité urbaine de Bagnères-de-Luchon et fait partie de l'aire d'attraction de Bagnères-de-Luchon. Ses habitants sont appelés les Luchonnais ou  Luchonnaises.
Le patrimoine architectural de la commune comprend dix immeubles protégés au titre des monuments historiques : le château Lafont, inscrit en 1927 puis classé en 1931, la chapelle Saint-Étienne de Bagnères-de-Luchon, inscrite en 1931, les thermes Chambert, inscrits en 1977, la résidence Charles Tron, inscrite en 1986, les chalets Spont, inscrits en 1993, le casino de Bagnères-de-Luchon, inscrit en 1999, l'église Notre-Dame-de-l'Assomption, inscrite en 2003, la villa Édouard, inscrite en 2003, la villa Pyrène, inscrite en 2004, la Villa Santa Maria, inscrite en 2006, et la Villa Luisa, inscrite en 2012.

## Géographie

### Localisation
La commune de Bagnères-de-Luchon se trouve dans le département de la Haute-Garonne, en région Occitanie et est frontalière avec l'Espagne (Aragon et Catalogne).
Sur le plan historique et culturel, Bagnères-de-Luchon fait partie du pays de Comminges, correspondant à l’ancien comté de Comminges, circonscription de la province de Gascogne située sur les départements actuels du Gers, de la Haute-Garonne, des Hautes-Pyrénées et de l'Ariège.
Sur le plan physique, les montagnes du Luchonnais forment une barrière naturelle au sud. Vers l'est, Bagnères-de-Luchon communique avec le val d'Aran en Espagne par le col du Portillon et vers l'ouest avec la vallée du Larboust et au-delà, avec celle du Louron par le col de Peyresourde.
Elle se situe à 114 km à vol d'oiseau de Toulouse, préfecture du département, et à 37 km de Saint-Gaudens, sous-préfecture.
Les communes les plus proches sont : 
Saint-Mamet (1,3 km), Montauban-de-Luchon (1,3 km), Cazarilh-Laspènes (1,6 km), Juzet-de-Luchon (2,3 km), Moustajon (2,6 km), Trébons-de-Luchon (2,7 km), Sode (3,4 km), Saccourvielle (3,8 km).
Bagnères-de-Luchon est limitrophe de douze autres communes dont six communes espagnoles.
Les communes limitrophes sont  Arres, Bossòst, Cazarilh-Laspènes, Es Bòrdes, Juzet-de-Luchon, Montauban-de-Luchon, Moustajon, Saint-Aventin, Saint-Mamet, Vielha e Mijaran et Vilamòs.
| Cazarilh-Laspènes | Moustajon           | Juzet-de-Luchon, Montauban-de-Luchon                 |
| Saint-Aventin     | Bagnères-de-Luchon, | Saint-Mamet                                          |
|                   | Benasque (Espagne)  | Bossòst, Arres, Vilamòs, Es Bòrdes, Vielha (Espagne) |

### Paysages et relief
La superficie de la commune est de 5 280 hectares ce qui en fait la cinquième commune la plus étendue de la Haute-Garonne ; son altitude varie de 611 à 2 737 mètres.

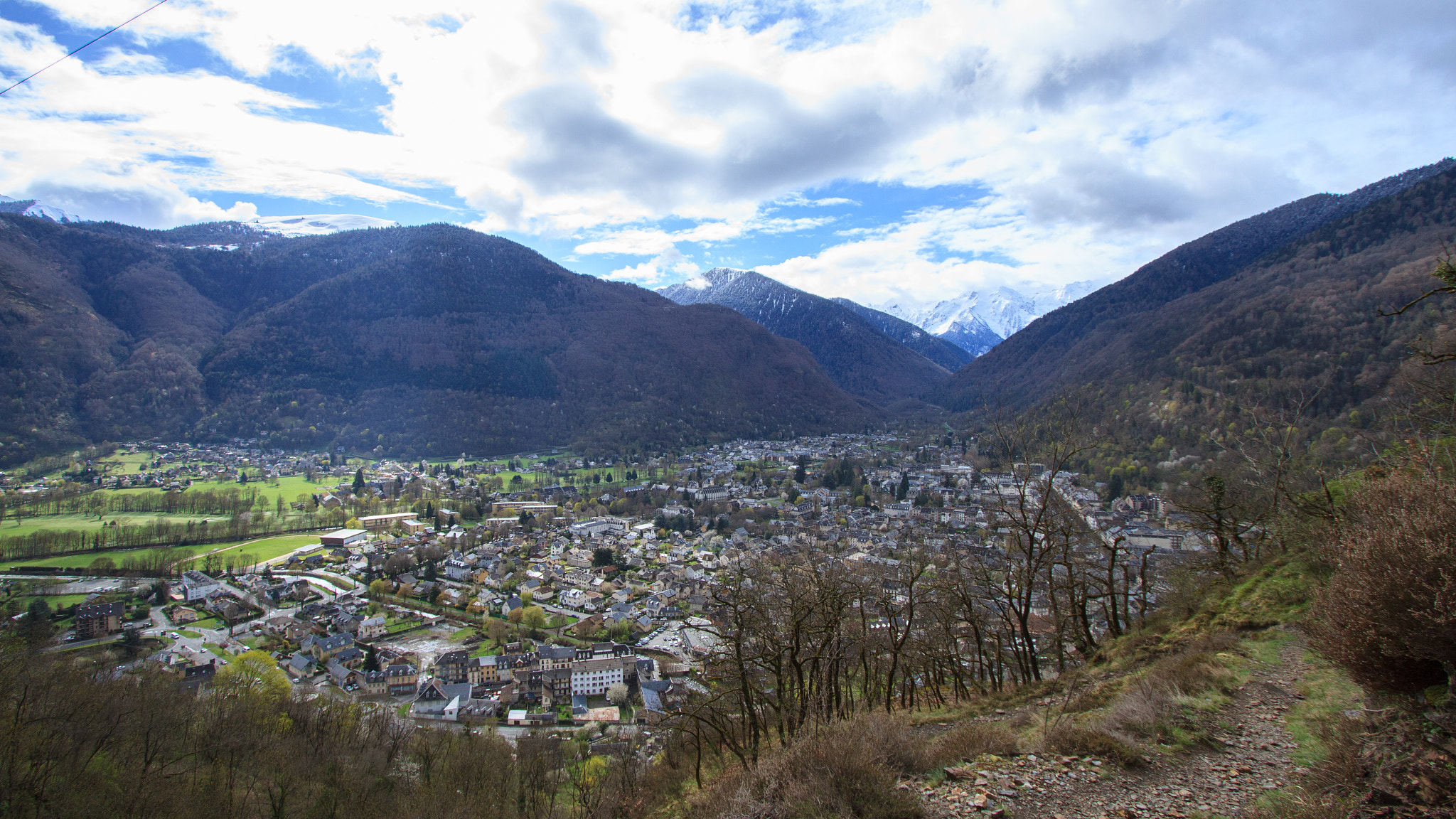
Bagnères-de-Luchon

### Hydrographie

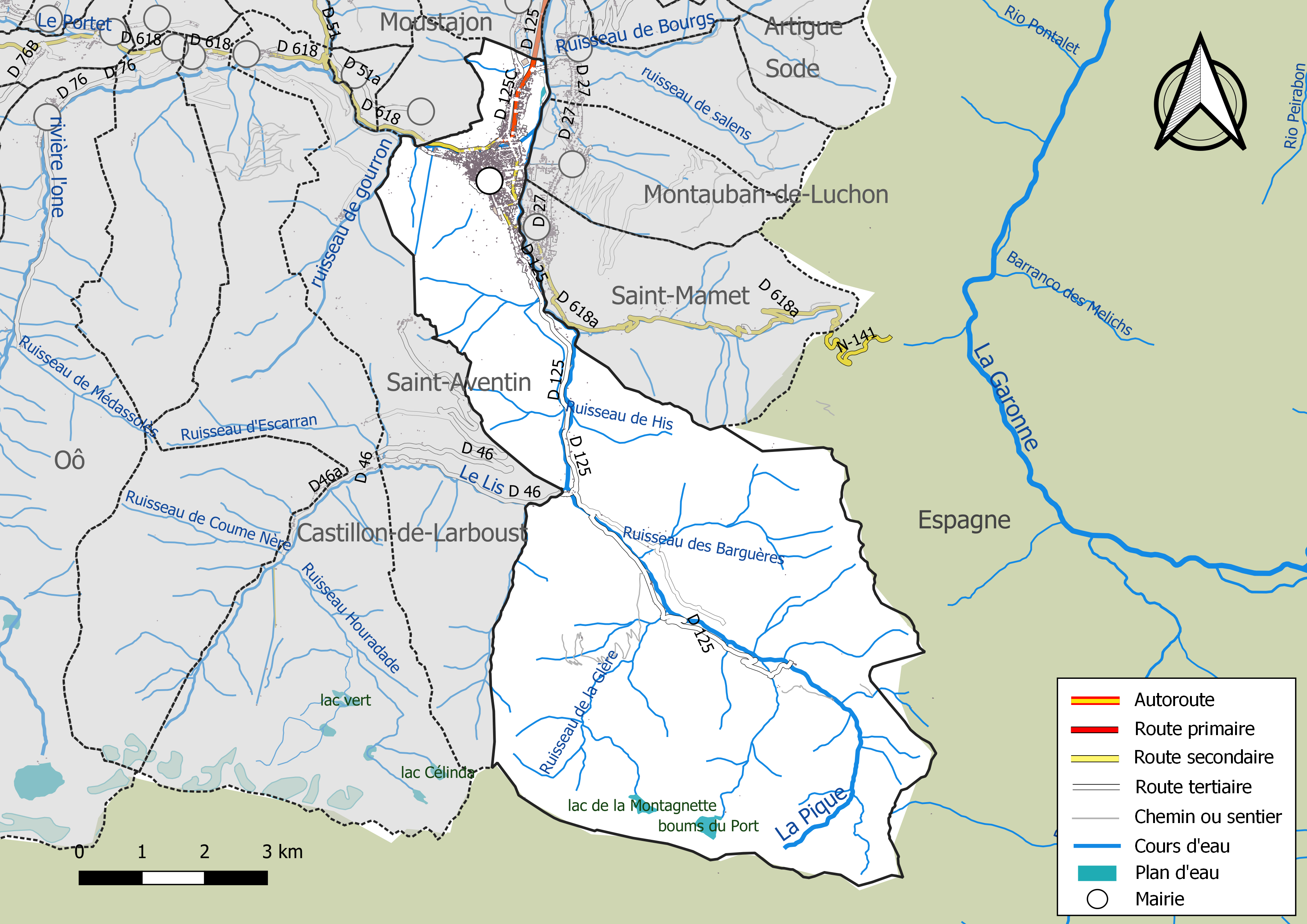
Réseaux hydrographique et routier de Bagnères-de-Luchon.

La commune est dans le bassin de la Garonne, au sein du bassin hydrographique Adour-Garonne. Elle est drainée par la Pique, la Neste d'Oô, le Lis, Canal de la Mouline, le ruisseau de Bagnartigue, le ruisseau de Baliran, le ruisseau de Barradé, le ruisseau de Bers, le ruisseau de Bounéu, le ruisseau de Burbe, le ruisseau de Coume-Fermé, le ruisseau de His, le ruisseau de Jean, le ruisseau de la Flache de Roumingau,, constituant un réseau hydrographique de 76 km de longueur totale,.
La Pique, d'une longueur totale de 32,9 km, prend sa source dans la commune et s'écoule vers le nord. Elle traverse la commune et se jette dans la Garonne à Chaum, après avoir traversé 17 communes.
La Neste d'Oô, d'une longueur totale de 20,9 km, prend sa source dans la commune d'Oô et s'écoule vers le nord puis se réoriente vers l'est. Elle se jette dans la Pique sur le territoire communal, après avoir traversé 7 communes.

### Climat
Pour des articles plus généraux, voir Climat de l'Occitanie et Climat de la Haute-Garonne.
En 2010, le climat de la commune est de type climat des marges montargnardes, selon une étude s'appuyant sur une série de données couvrant la période 1971-2000. En 2020, Météo-France publie une typologie des climats de la France métropolitaine dans laquelle la commune est exposée à un climat de montagne ou de marges de montagne et est dans la région climatique Pyrénées centrales, caractérisée par une pluviométrie annuelle de 1 000 à 1 200 mm.
Pour la période 1971-2000, la température annuelle moyenne est de 10,3 °C, avec une amplitude thermique annuelle de 14,3 °C. Le cumul annuel moyen de précipitations est de 994 mm, avec 9,4 jours de précipitations en janvier et 7,5 jours en juillet. Pour la période 1991-2020, la température moyenne annuelle observée sur la station météorologique installée sur la commune est de 11,5 °C et le cumul annuel moyen de précipitations est de 940,5 mm,. Pour l'avenir, les paramètres climatiques de la commune estimés pour 2050 selon différents scénarios d’émission de gaz à effet de serre sont consultables sur un site dédié publié par Météo-France en novembre 2022.
| Mois                                  | jan.           | fév.           | mars           | avril         | mai             | juin          | jui.         | août           | sep.          | oct.            | nov.             | déc.           | année      |
| ------------------------------------- | -------------- | -------------- | -------------- | ------------- | --------------- | ------------- | ------------ | -------------- | ------------- | --------------- | ---------------- | -------------- | ---------- |
| Température minimale moyenne (°C)     | −1,6           | −1,1           | 1,7            | 4,5           | 8,1             | 11,5          | 13,4         | 13             | 9,6           | 6,5             | 1,6              | −1,2           | 5,5        |
| Température moyenne (°C)              | 4,2            | 5,1            | 8,1            | 10,5          | 13,9            | 17,3          | 19,2         | 19,2           | 15,9          | 12,9            | 7,5              | 4,7            | 11,5       |
| Température maximale moyenne (°C)     | 10,1           | 11,4           | 14,5           | 16,6          | 19,6            | 23            | 25           | 25,4           | 22,2          | 19,3            | 13,5             | 10,6           | 17,6       |
| Record de froid (°C) date du record   | −15,9 28.01.05 | −17,2 08.02.12 | −14,6 01.03.05 | −3,9 05.04.22 | −2,1 14.05.1995 | 2 01.06.06    | 4,9 05.07.07 | 4,5 29.08.1998 | 0,1 25.09.02  | −5,7 30.10.1997 | −10,1 22.11.1998 | −13,6 25.12.01 | −17,2 2012 |
| Record de chaleur (°C) date du record | 23,5 08.01.14  | 25,5 16.02.20  | 26,6 29.03.23  | 30,2 28.04.23 | 35,3 21.05.22   | 39,6 27.06.19 | 38 18.07.23  | 38,9 24.08.23  | 35,7 05.09.04 | 31,5 01.10.23   | 26,4 08.11.15    | 25,7 24.12.12  | 39,6 2019  |
| Précipitations (mm)                   | 99,7           | 76,9           | 75,5           | 91,2          | 100,6           | 71,6          | 63,7         | 54,9           | 58,2          | 65,3            | 106,1            | 76,8           | 940,5      |

### Milieux naturels et biodiversité

#### Espaces protégés
La protection réglementaire est le mode d’intervention le plus fort pour préserver des espaces naturels remarquables et leur biodiversité associée,.
Un  espace protégé est présent sur la commune : 
« Luchon », une réserve biologique dirigée, d'une superficie de 348 ha.

#### Réseau Natura 2000

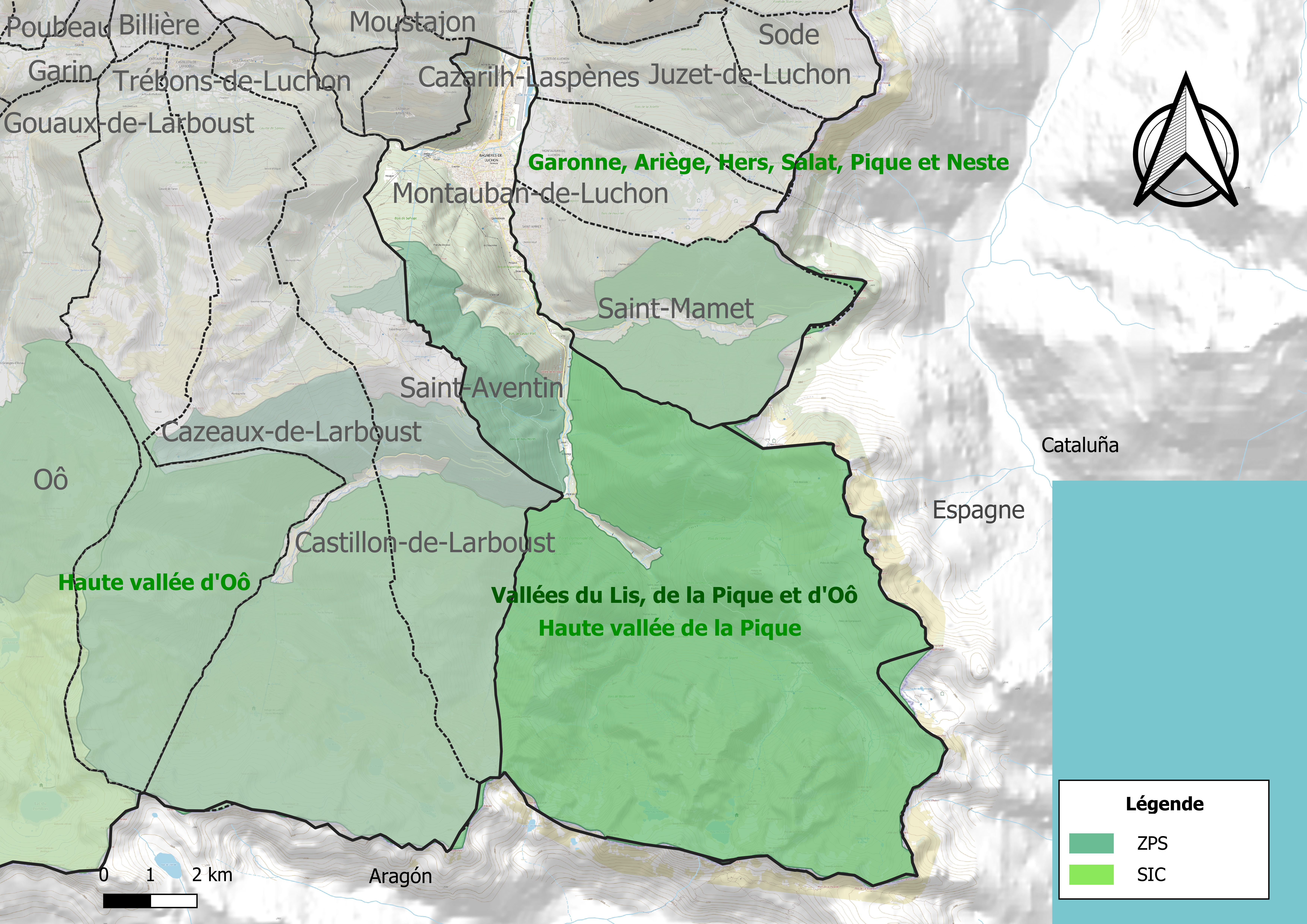
Sites Natura 2000 sur le territoire communal.

Le réseau Natura 2000 est un réseau écologique européen de sites naturels d'intérêt écologique élaboré à partir des directives habitats et oiseaux, constitué de zones spéciales de conservation (ZSC) et de zones de protection spéciale (ZPS).
Deux sites Natura 2000 ont été définis sur la commune au titre de la directive habitats : 
- la « haute vallée de la Pique », d'une superficie de 8 251 ha, une haute-vallée glaciaire divisée en deux vallons principaux surplombés par une chaîne de sommets dépassant à l'est les 3 000 mètres pour sept d'entre eux, avec la présence de glaciers[23] ;
- « Garonne, Ariège, Hers, Salat, Pique et Neste », d'une superficie de 9 581 ha, un réseau hydrographique pour les poissons migrateurs (zones de frayères actives et potentielles importantes pour le Saumon en particulier qui fait l'objet d'alevinages réguliers et dont des adultes atteignent déjà Foix sur l'Ariège[24] ;

et un au titre de la directive oiseaux
- les « vallées du Lis, de la Pique et d'Oô », d'une superficie de 10 515 ha, hébergeant une avifaune de montagne bien représentée avec treize espèces de l'Annexe 1 se reproduisant sur le site. Parmi ces espèces figurent des populations remarquables pour l'Aigle Royal, la Chouette de Tengmalm, le Grand Tétras, le Lagopède alpin, le Pic à dos blanc, le Gypaète barbu, le Milan Royal et le Faucon pèlerin[25].

#### Zones naturelles d'intérêt écologique, faunistique et floristique

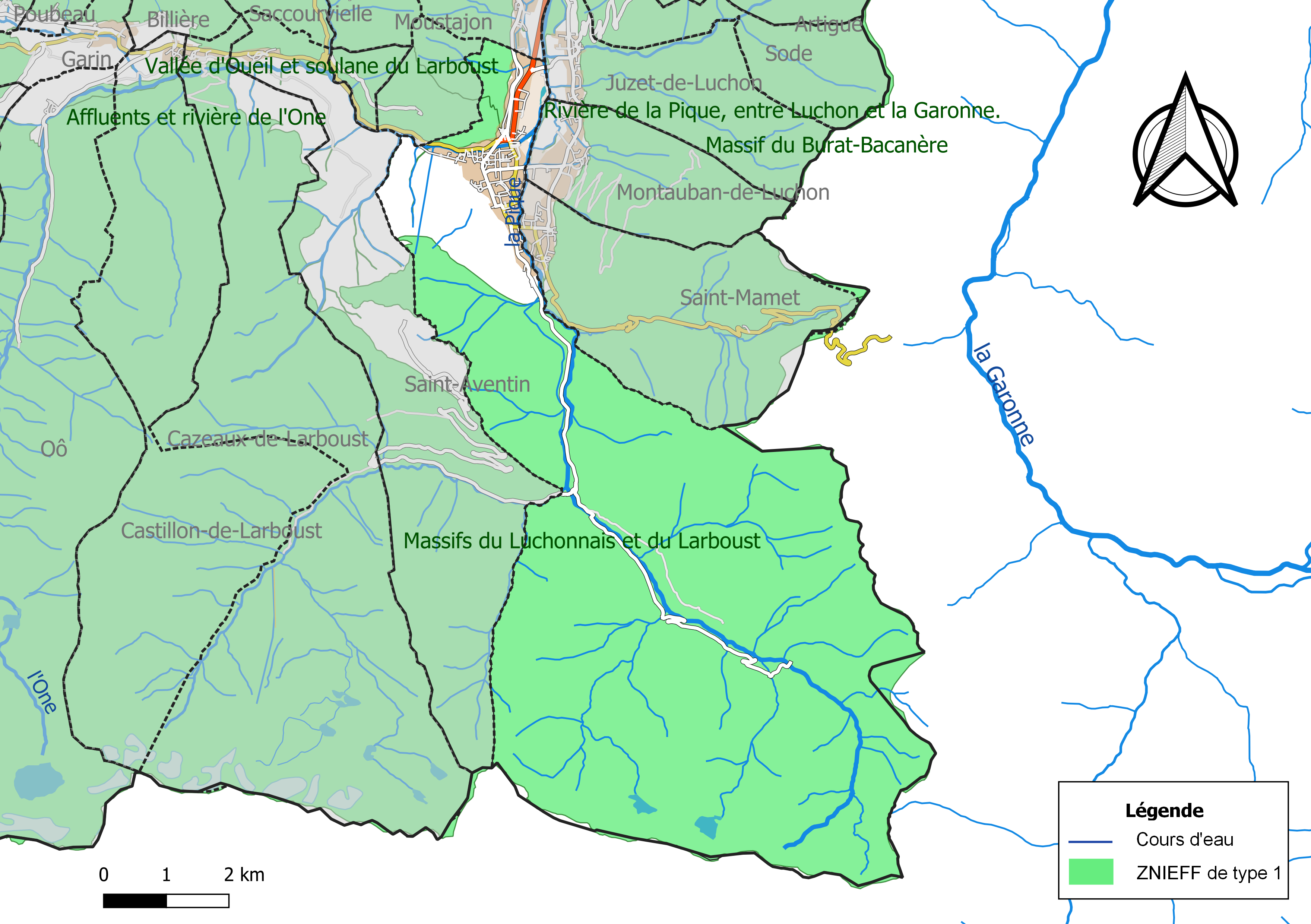
Carte des ZNIEFF de type 1 localisées sur la commune.

L’inventaire des zones naturelles d'intérêt écologique, faunistique et floristique (ZNIEFF) a pour objectif de réaliser une couverture des zones les plus intéressantes sur le plan écologique, essentiellement dans la perspective d’améliorer la connaissance du patrimoine naturel national et de fournir aux différents décideurs un outil d’aide à la prise en compte de l’environnement dans l’aménagement du territoire.
Cinq ZNIEFF de type 1 sont recensées sur la commune :
- les « affluents et rivière de l'One » (61 ha), couvrant 12 communes du département[27] ;
- « chaînon du sommet d'Antenac au cap de Pouy de Hourmigué » (5 751 ha), couvrant 22 communes dont 16 dans la Haute-Garonne et six dans les Hautes-Pyrénées[28] ;
- les « massifs du Luchonnais et du Larboust » (16 267 ha), couvrant 13 communes dont dix dans la Haute-Garonne et trois dans les Hautes-Pyrénées[29] ;
- la « rivière de la Pique, entre Luchon et la Garonne. » (143 ha), couvrant 16 communes du département[30] ;
- la « vallée d'Oueil et soulane du Larboust » (6 150 ha), couvrant 27 communes dont 21 dans la Haute-Garonne et six dans les Hautes-Pyrénées[31] ;

et trois ZNIEFF de type 2, : 
- « Garonne amont, Pique et Neste » (1 788 ha), couvrant 112 communes dont 42 dans la Haute-Garonne et 70 dans les Hautes-Pyrénées[32] ;
- la « Haute montagne en Haute-Garonne » (33 294 ha), couvrant 49 communes dont 41 dans la Haute-Garonne et huit dans les Hautes-Pyrénées[33] ;
- le « massif de la Barousse et chaînon du sommet d´Antenac au cap de Pouy de Hourmigué » (15 691 ha), couvrant 33 communes dont 18 dans la Haute-Garonne et 15 dans les Hautes-Pyrénées[34].

## Urbanisme

### Typologie
Au 1er janvier 2024, Bagnères-de-Luchon est catégorisée bourg rural, selon la nouvelle grille communale de densité à sept niveaux définie par l'Insee en 2022.
Elle appartient à l'unité urbaine de Bagnères-de-Luchon, une agglomération intra-départementale regroupant six  communes, dont elle est ville-centre,,. Par ailleurs la commune fait partie de l'aire d'attraction de Bagnères-de-Luchon, dont elle est la commune-centre,. Cette aire, qui regroupe 44 communes, est catégorisée dans les aires de moins de 50 000 habitants,.

### Occupation des sols

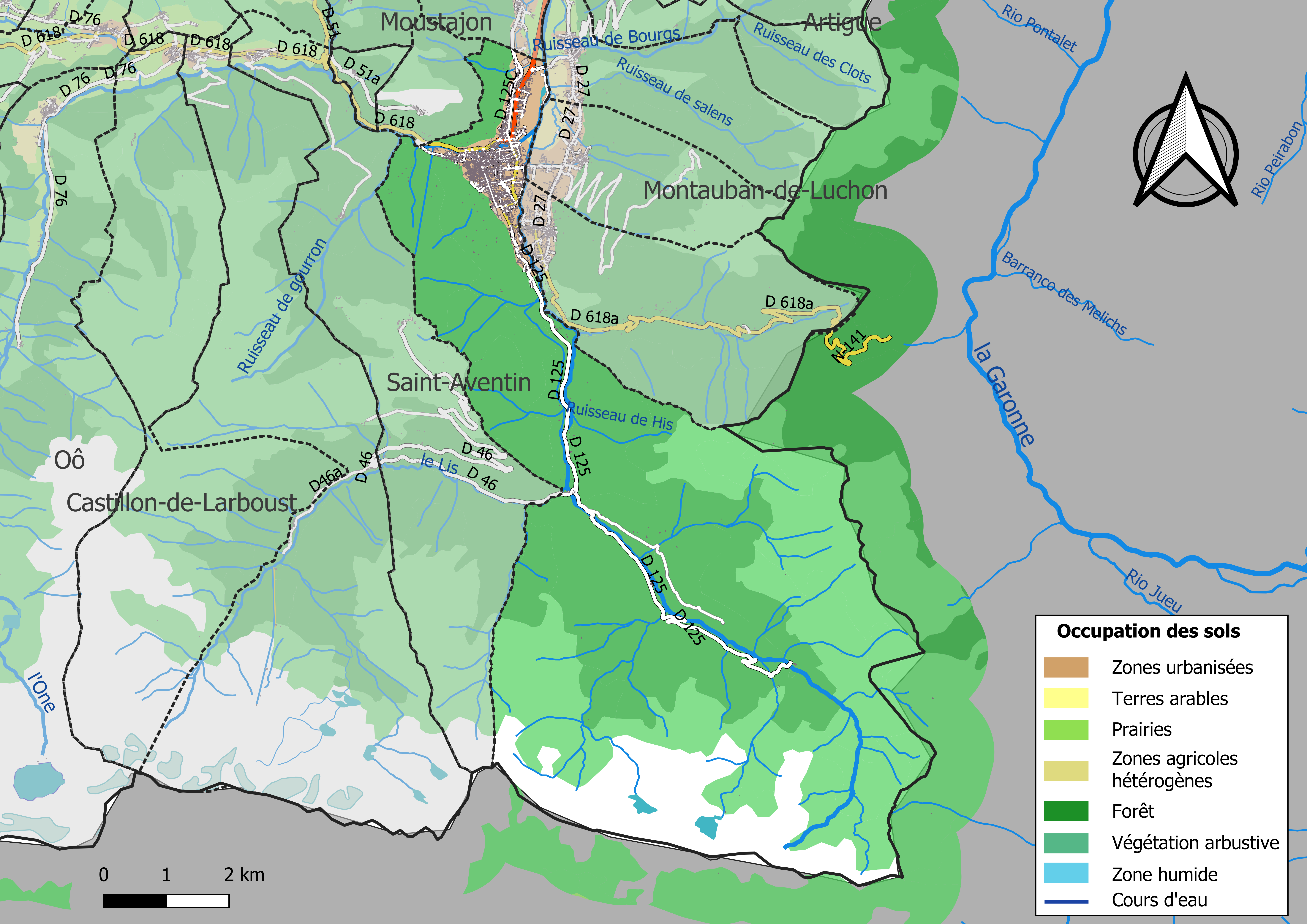
Carte des infrastructures et de l'occupation des sols de la commune en 2018 (CLC).

L'occupation des sols de la commune, telle qu'elle ressort de la base de données européenne d’occupation biophysique des sols Corine Land Cover (CLC), est marquée par l'importance des forêts et milieux semi-naturels (95,8 % en 2018), une proportion identique à celle de 1990 (95,8 %). La répartition détaillée en 2018 est la suivante : 
forêts (49,5 %), milieux à végétation arbustive et/ou herbacée (34,2 %), espaces ouverts, sans ou avec peu de végétation (12,1 %), zones urbanisées (3,4 %), espaces verts artificialisés, non agricoles (0,7 %), zones agricoles hétérogènes (0,1 %). L'évolution de l’occupation des sols de la commune et de ses infrastructures peut être observée sur les différentes représentations cartographiques du territoire : la carte de Cassini (XVIIIe siècle), la carte d'état-major (1820-1866) et les cartes ou photos aériennes de l'IGN pour la période actuelle (1950 à aujourd'hui).

### Voies de communication et transports
Accès par la route nationale 125 et par la gare de Luchon qui est le terminus SNCF de la ligne Montréjeau - Luchon qui la relie à Toulouse via Montréjeau. Le week-end (tous les jours en été), un train de nuit reliait directement Bagnères-de-Luchon et Paris. Le trafic de la ligne Montréjeau-Luchon est cependant suspendu depuis novembre 2014 pour une durée indéterminée. La remise en service de la ligne est prévue pour le 22 juin 2025 mais sans train de nuit,.
Une télécabine fait la liaison depuis 1993 de Bagnères-de-Luchon à Superbagnères. Elle a pris la relève du chemin de fer de Luchon à Superbagnères à  crémaillère (système Strub) qui fut exploité de 1912 à 1966.
La commune dispose aussi d'un aérodrome, l'aérodrome de Bagnères-de-Luchon.
Venu de Toulouse, le sentier de grande randonnée 86 se termine aux thermes de Luchon.

### Risques majeurs
Le territoire de la commune de Bagnères-de-Luchon est vulnérable à différents aléas naturels : météorologiques (tempête, orage, neige, grand froid, canicule ou sécheresse), inondations, feux de forêts, mouvements de terrains, avalanche  et séisme (sismicité moyenne). Il est également exposé à un risque technologique, la rupture d'un barrage, et à un risque particulier : le risque de radon. Un site publié par le BRGM permet d'évaluer simplement et rapidement les risques d'un bien localisé soit par son adresse soit par le numéro de sa parcelle.

#### Risques naturels
Certaines parties du territoire communal sont susceptibles d’être affectées par le risque d’inondation par débordement de cours d'eau, notamment la Neste d'Oô. La commune a été reconnue en état de catastrophe naturelle au titre des dommages causés par les inondations et coulées de boue survenues en 1982, 1995, 1999, 2009 et 2013,.
Un plan départemental de protection des forêts contre les incendies a été approuvé par arrêté préfectoral du 25 septembre 2006. Bagnères-de-Luchon est exposée au risque de feu de forêt du fait de la présence sur son territoire du massif des Pyrénées. Il est ainsi défendu aux propriétaires de la commune et à leurs ayants droit de porter ou d’allumer du feu dans l'intérieur et à une distance de 200 mètres des bois, forêts, plantations, reboisements ainsi que des landes. L’écobuage est également interdit, ainsi que les feux de type méchouis et barbecues, à l’exception de ceux prévus dans des installations fixes (non situées sous couvert d'arbres) constituant une dépendance d'habitation,

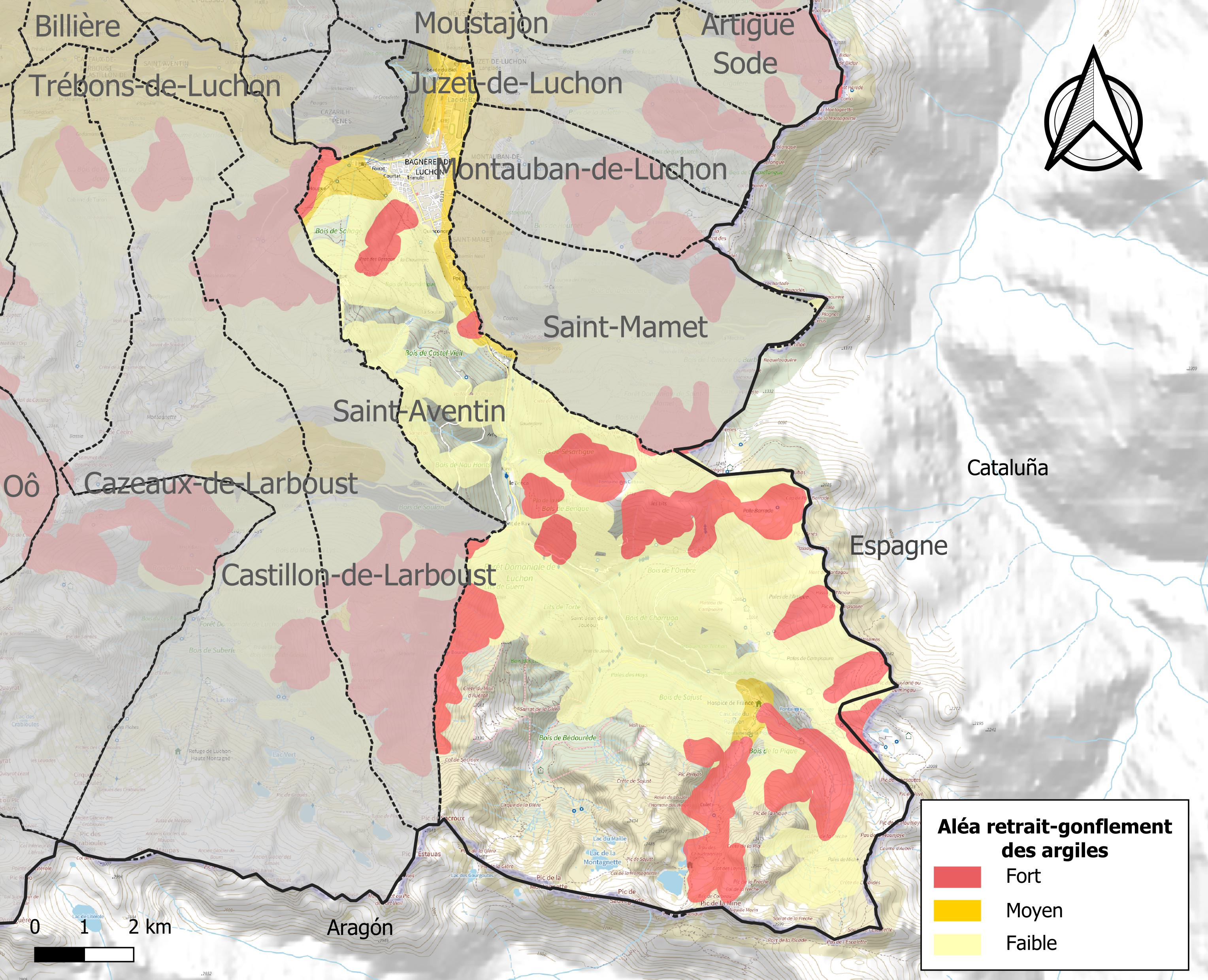
Carte des zones d'aléa retrait-gonflement des sols argileux de Bagnères-de-Luchon.

La commune est vulnérable au risque de mouvements de terrains constitué principalement du retrait-gonflement des sols argileux. Cet aléa est susceptible d'engendrer des dommages importants aux bâtiments en cas d’alternance de périodes de sécheresse et de pluie. 23,3 % de la superficie communale est en aléa moyen ou fort (88,8 % au niveau départemental et 48,5 % au niveau national). Sur les 1 062 bâtiments dénombrés sur la commune en 2019, 288 sont en aléa moyen ou fort, soit 27 %, à comparer aux 98 % au niveau départemental et 54 % au niveau national. Une cartographie de l'exposition du territoire national au retrait gonflement des sols argileux est disponible sur le site du BRGM,.
Par ailleurs, afin de mieux appréhender le risque d’affaissement de terrain, l'inventaire national des cavités souterraines permet de localiser celles situées sur la commune.
Concernant les mouvements de terrains, la commune a été reconnue en état de catastrophe naturelle au titre des dommages causés par des mouvements de terrain en 1999.

#### Risques technologiques
La commune est en outre située en aval du barrage du Portillon sur la Neste d'Oô. À ce titre elle est susceptible d’être touchée par l’onde de submersion consécutive à la rupture de cet ouvrage.

#### Risque particulier
Dans plusieurs parties du territoire national, le radon, accumulé dans certains logements ou autres locaux, peut constituer une source significative d’exposition de la population aux rayonnements ionisants. Certaines communes du département sont concernées par le risque radon à un niveau plus ou moins élevé. Selon la classification de 2018, la commune de Bagnères-de-Luchon est classée en zone 3, à savoir zone à potentiel radon significatif.

## Toponymie
Le nom de Bagnères-de-Luchon vient d'une part de son thermalisme (bagnères = bains), et d'autre part d'un dieu local, Illixo (Ilixoni deo, traité avec la désinence latine non étymologique -onis).
D'après Julien Sacaze, Ilixo, dieu des sources, a donné son nom à la vallée de Luxon ou Luchon. Cette correspondance a été mise en avant par les chercheurs Achille Luchaire, Raymond Lizop, Gerhard Rohlfs ou Joan Coromines.
Le nom Ilixo contient vraisemblablement la base basque ili 'domaine, ville',. Pour d’autres, le nom de la divinité viendrait de la racine celte « l’ch » (lac), correspondant à la configuration du bassin glaciaire luchonnais

## Histoire

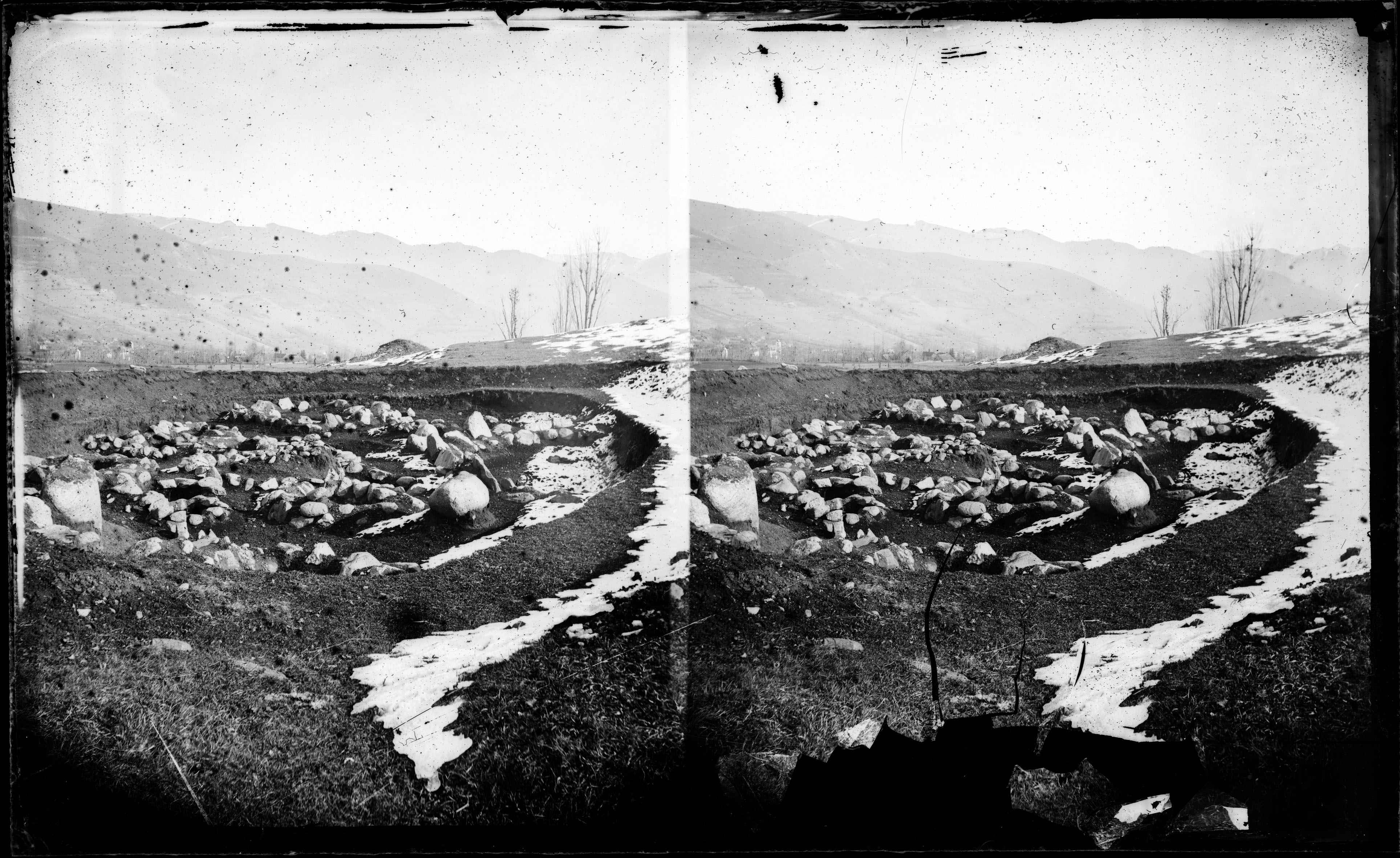
Cercles de pierres des environs de Luchon découverts lors des fouilles de Chaplain Duparc.

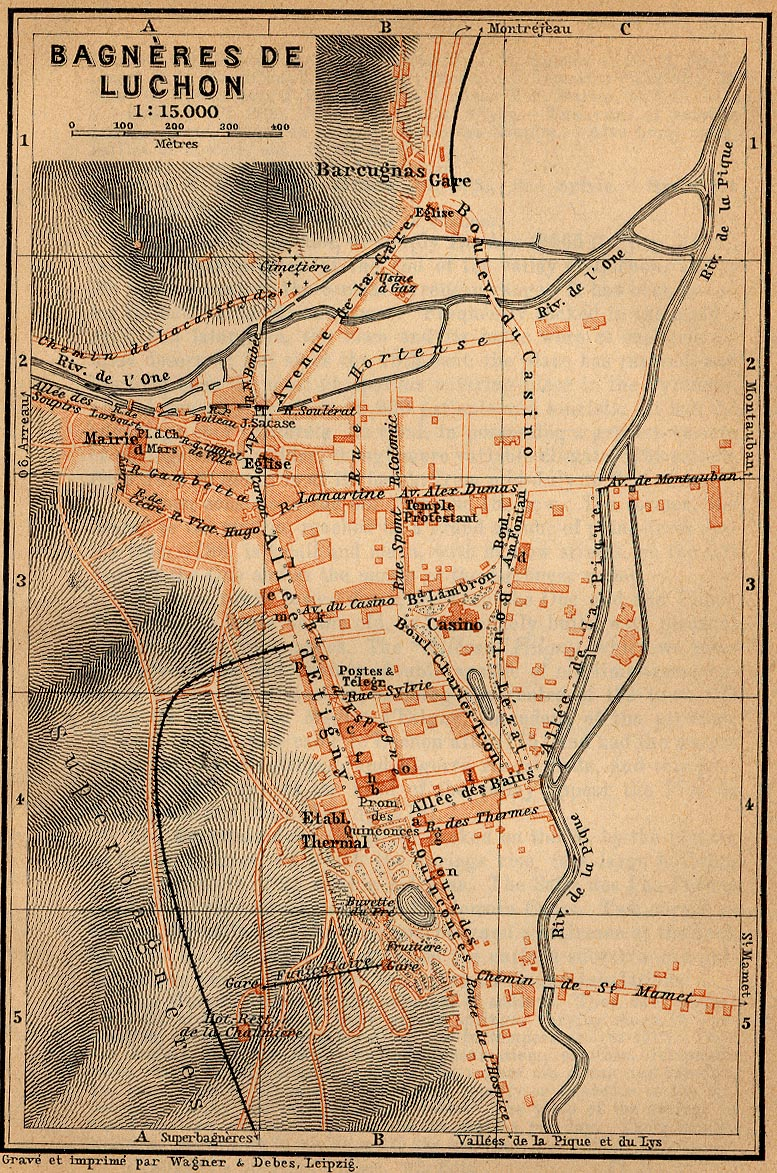
Plan de Luchon (1914).

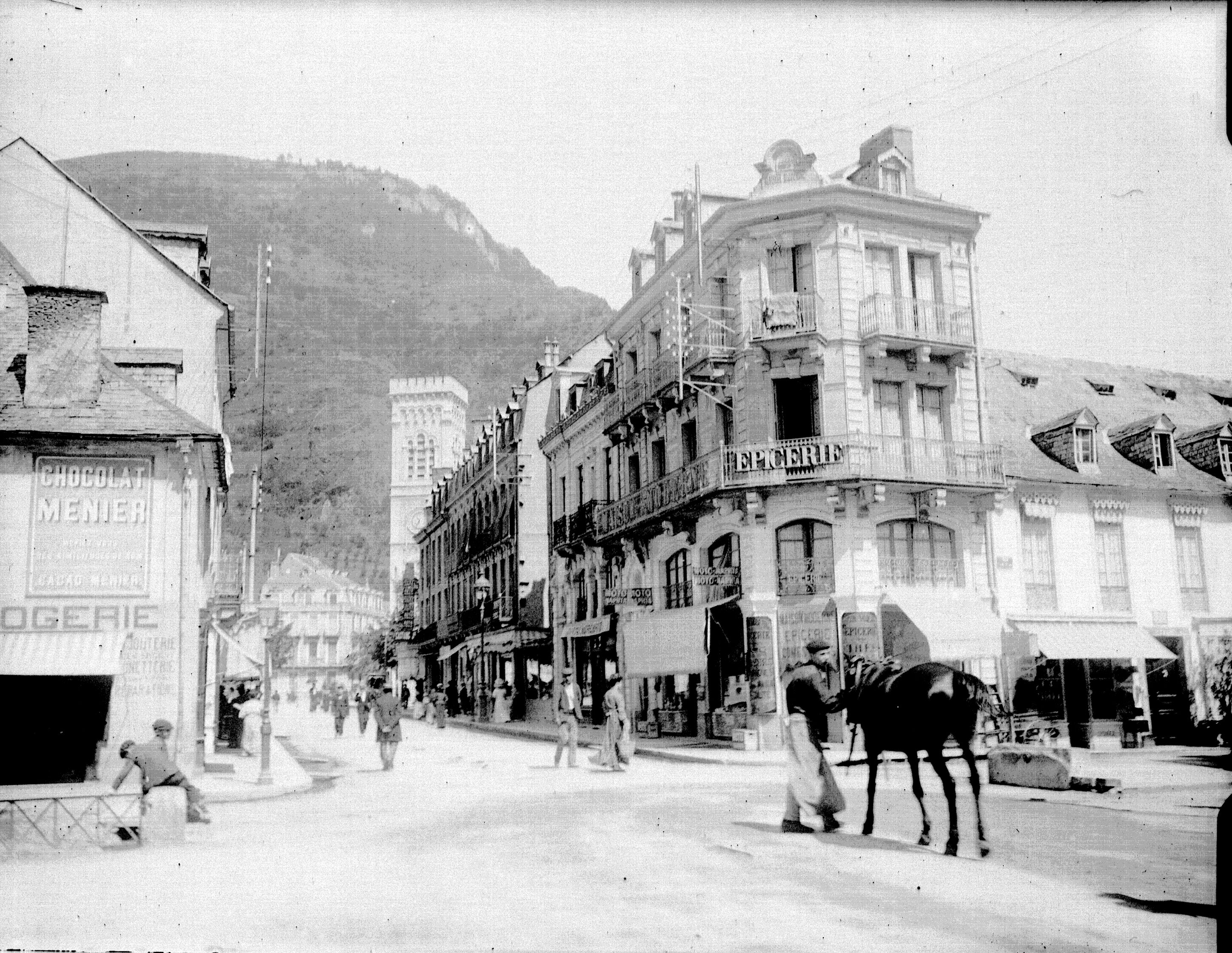
Vue de Luchon en 1908, photographie d'Eugène Trutat.

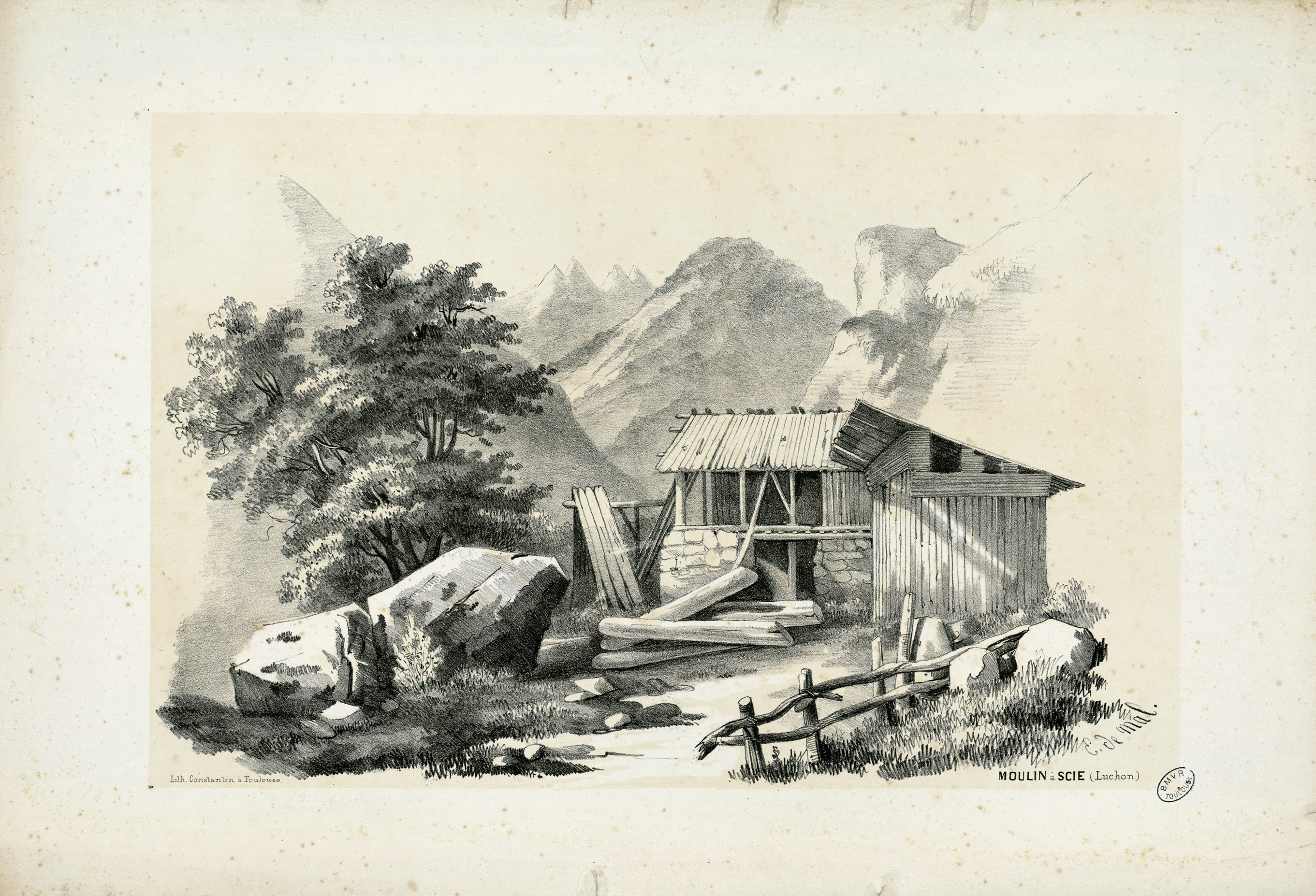
Moulin à Scie à Luchon par Eugène de Malbos, lithographie vers 1840.

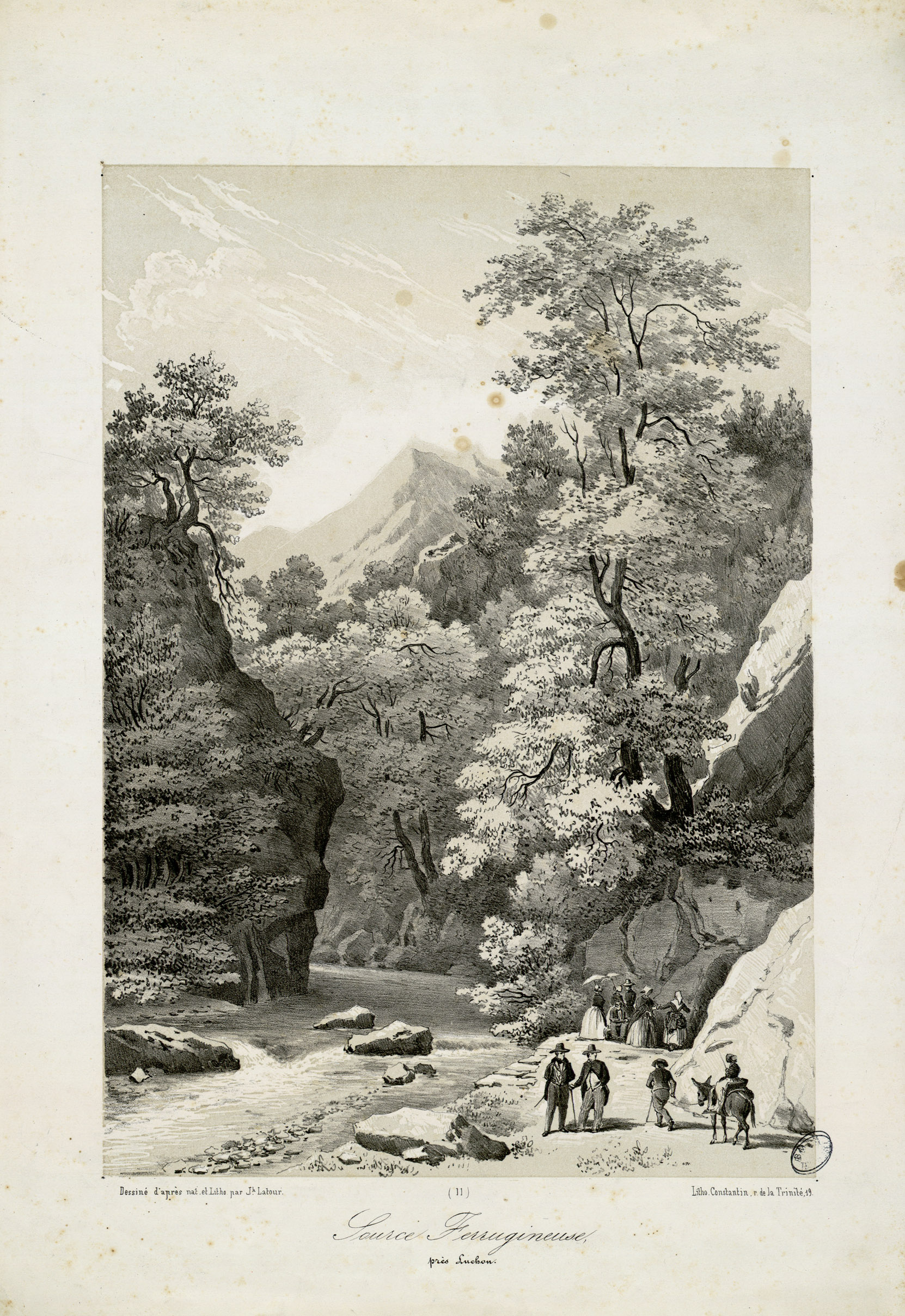
Source ferrugineuse, près Luchon au milieu du XIXe siècle par Joseph Latour.

Cette ville a plus de deux millénaires. La présence de population est attestée depuis le néolithique au moins à la grotte de Saint-Mamet. La présence de cromlech atteste aussi une occupation très ancienne. La partie inférieure du bassin glaciaire de Luchon était occupée par un lac, jusqu’au verrou de Cier-de-Luchon, et un marché regroupait périodiquement les populations des vallées frontalières avoisinantes à la confluence de l’One et de la Pique.
En 76 av. J.-C., Pompée, de retour d'une expédition de maintien de l'ordre en Espagne (où il fonde notamment la ville de Pampelune qui porte son nom), s'arrête dans la région et fonde la ville nouvelle de Lugdunum Convenarum, où se rassemblent les tribus convènes éparses (convènes = regroupés, rassemblés) ; c'est la future Saint-Bertrand-de-Comminges.
Un de ses soldats, atteint d'une maladie de peau, vient s'immerger dans les eaux thermales de Luchon, et de ses bains « onésiens » dont il découvre les vertus thermales. Au bout de 21 jours (durée traditionnelle et toujours actuelle d'une cure), il en sort complètement guéri.
En 25 av. J.-C., Tibère Claude fait creuser trois piscines et développe les thermes.
Les thermes s'enorgueillissent dès lors de la peu modeste devise « Balneum Lixonense post Neapolitense primum » (les thermes de Luchon sont les premiers après ceux de Naples) qui est toujours aujourd'hui celle de la ville.
Les invasions des Goths et des Wisigoths passent par la région, ainsi que les incursions des Maures. Les populations se réfugient dans les vallées hautes du Larboust ou d'Oueil. Des traces de ces invasions subsistent dans certains mythes et légendes locaux.
Charlemagne, Gaston Fébus donnent à la région un statut particulier de marche frontière avec une certaine autonomie, entre France et Espagne.
La région est relativement épargnée par la Guerre de Cent Ans et par les guerres de religion liées au catharisme et à la Réforme. Les populations restent fidèles à un catholicisme « adapté » et bien peu orthodoxe, que les évêques de Saint-Bertrand mettront des siècles à reprendre en main : prêtres vivant en communautés, parfois armés et mariés, peu éduqués et mal formés, extorquant des messes funéraires payées sous forme de repas dûment arrosés, cadets plus fidèles aux intérêts de leur Maison d'origine (la famille, la casa pyrénéenne) qu'à Rome...
En 987[réf. nécessaire], le village de « Banières » et ses thermes sont décrits comme assez prospères, autour de son église. À la Toussaint a lieu une foire importante, qui n'a cependant pas la renommée de celle de Saint-Béat, qui profite davantage du commerce avec l'Espagne.
Vers 1200, l'ordre des Hospitaliers de Saint-Jean de Jérusalem installe une commanderie à Frontés, entre Montauban et Juzet-de-Luchon. L'objectif est de garder le passage vers la montagne, de ce chemin secondaire de Saint-Jacques-de-Compostelle et d'organiser des hospices pour les pèlerins et les commerçants, qui risquent leur vie en hiver. La création du bâtiment de l'hospice de France date de cette époque et est la seule trace qui subsiste des chevaliers hospitaliers. L'ouverture du port (col) de Vénasque est, quant à elle, postérieure.
Commence alors une lutte continue de plusieurs siècles entre les chevaliers hospitaliers et les populations guidées par leurs prêtres. L'objectif devint rapidement plus économique que religieux et il n'était pas question de partager les impôts. Finalement, l'ordre abandonna la région.
Il y a toujours eu très peu de nobles dans cette région où la paysannerie a toujours lutté pour sa survie. Les anciens traités de Lies et passeries associaient les populations des deux versants de la montagne par des accords de libre circulation et de libre échange, même au cas où les royaumes auraient été en guerre. Un boycott un peu soutenu aurait en effet facilement décimé les populations. Ces traités étaient systématiquement renouvelés et imposés aux rois comme aux évêques. Une forme de représentation populaire élue, les consuls, existait. On a ainsi pu parler de républiques pyrénéennes.
Les rois de France cherchent à mettre un terme à cette situation qui leur paraît anormale.

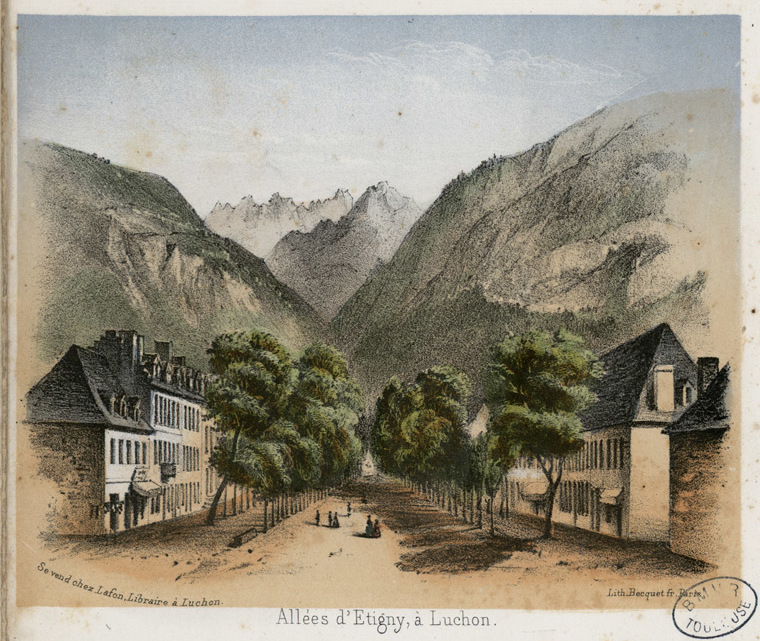
Allées d'Étigny.

En 1759, le baron Antoine Mégret d'Étigny, intendant de Gascogne, est envoyé à Luchon. Il commence par créer une route carrossable, à coups de corvées et d'expropriations. Il est obligé de faire appel à une compagnie de Dragons pour tenir la population en respect, peu habituée à un traitement aussi autoritaire. En 1761, il réorganise les thermes et leur donne les bases de leur futur essor. En 1763, il fait venir prendre les eaux au maréchal, duc de Richelieu, qui reviendra en 1769 avec une grande partie de la Cour. La station thermale est lancée. Il développe également l'exploitation forestière, capitale pour fournir du bois pour la marine et du charbon de bois pour les forges. Il meurt en 1767, à l'âge de 47 ans, ruiné et disgracié.
Son successeur donnera son nom aux allées d'Étigny, principale artère de la ville, et une statue élevée en 1889 à son effigie se trouve toujours placée devant les Thermes.
La Révolution et l'Empire ont peu d'impact à Luchon, même si le val d'Aran voisin est annexé, tout comme la Catalogne, pour former d'éphémères nouveaux départements. Avec la guerre d'Espagne, la frontière sera quand même le théâtre de nombreux incidents, causés par des partisans espagnols rejetant le nouvel ordre politique imposé par Napoléon. Il y aura aussi à l'inverse de nombreuses opérations militaires de « pacification ».
De nombreux visiteurs célèbres viennent ensuite à Luchon, attirés par la vogue des eaux thermales pyrénéennes, lancée par l'Impératrice Eugénie, ou les débuts du pyrénéisme par le comte Henry Russell. Lamartine (en 1840 dans la rue qui porte désormais son nom), Victor Hugo (en 1861), José-Maria de Heredia (qui résida aussi dans un village non loin de Luchon, Marignac ; c'est là qu'il s'inspira du Pic du Gar pour un des poèmes de son recueil Les Trophées), le prince Louis-Napoléon Bonaparte, le prince impérial (fils de Louis Napoléon Bonaparte, soigné par le Docteur Ernest Lambron, dont l'avenue faisant face au pavillon impérial porte le nom), Edmond Rostand, Gustave Flaubert (1840 et 1872), Guy de Maupassant, Octave Mirbeau, Stéphen Liégeard, Moulay Mohammed (futur Mohammed V du Maroc), Alphonse XIII d'Espagne, Sacha Guitry, Francis Carco, François Mauriac comptent parmi ces hôtes les plus illustres.
L'arrivée du train en 1873, la construction du casino en 1880 développent encore la popularité de la ville où des touristes huppés et cosmopolites ne tardent pas à affluer, jusqu'aux années folles. Les acquis sociaux (congés payés puis sécurité sociale) démocratisent ensuite la population touristique.
Des installations hydro-électriques sont mises en place dès les années 1890 par la société La Luchonnaise.
Le tour de France cycliste fait de la ville une de ses étapes obligées depuis ses débuts.
L'ouverture de l'hôtel d'altitude de Superbagnères (travaux finis en 1922), relié par un train à crémaillère et aujourd'hui par une télécabine, complète la ville thermale par une station de sports d'hiver. Aux jeux olympiques d'hiver de 1968, Ingrid Lafforgue défend les couleurs de la station. Sa sœur jumelle Britt Lafforgue a un palmarès non moins éloquent aux championnats du monde de ski alpin. En 2010, c'est Marie-Laure Brunet qui se distingue à Vancouver.
Un golf et un aéroclub font bien mériter à la ville son surnom de « Reine des Pyrénées » donné par Vincent de Chausenque en 1834 dans son ouvrage Les Pyrénées ou voyages pédestres.
Enfin, l'eau minérale de Luchon est commercialisée depuis quelques années dans toute la France.
Des fouilles ont permis de retrouver la trace de trois vastes piscines revêtues de marbre avec circulation d'air chaud et de vapeur.
La tempête Xynthia, qui a causé fin février 2010 la mort d'une cinquantaine de personnes en France, a durement touché Luchon et sa région. Des vents ont soufflé à 200 km/h sur les sommets, ce qui a occasionné de très nombreux dégâts.

## Politique et administration

### Administration municipale
Le nombre d'habitants au recensement de 2017 étant compris entre 1 500 habitants et 2 499 habitants, le nombre de membres du conseil municipal pour l'élection de 2020 est de dix-neuf,.

### Rattachements administratifs et électoraux
Commune faisant partie de la huitième circonscription de la Haute-Garonne, de la communauté de communes des Pyrénées Haut-Garonnaises et du canton de Bagnères-de-Luchon avant le 1er janvier 2017 Bagnères-de-Luchon faisait partie de la communauté de communes du Pays de Luchon.

### Liste des maires

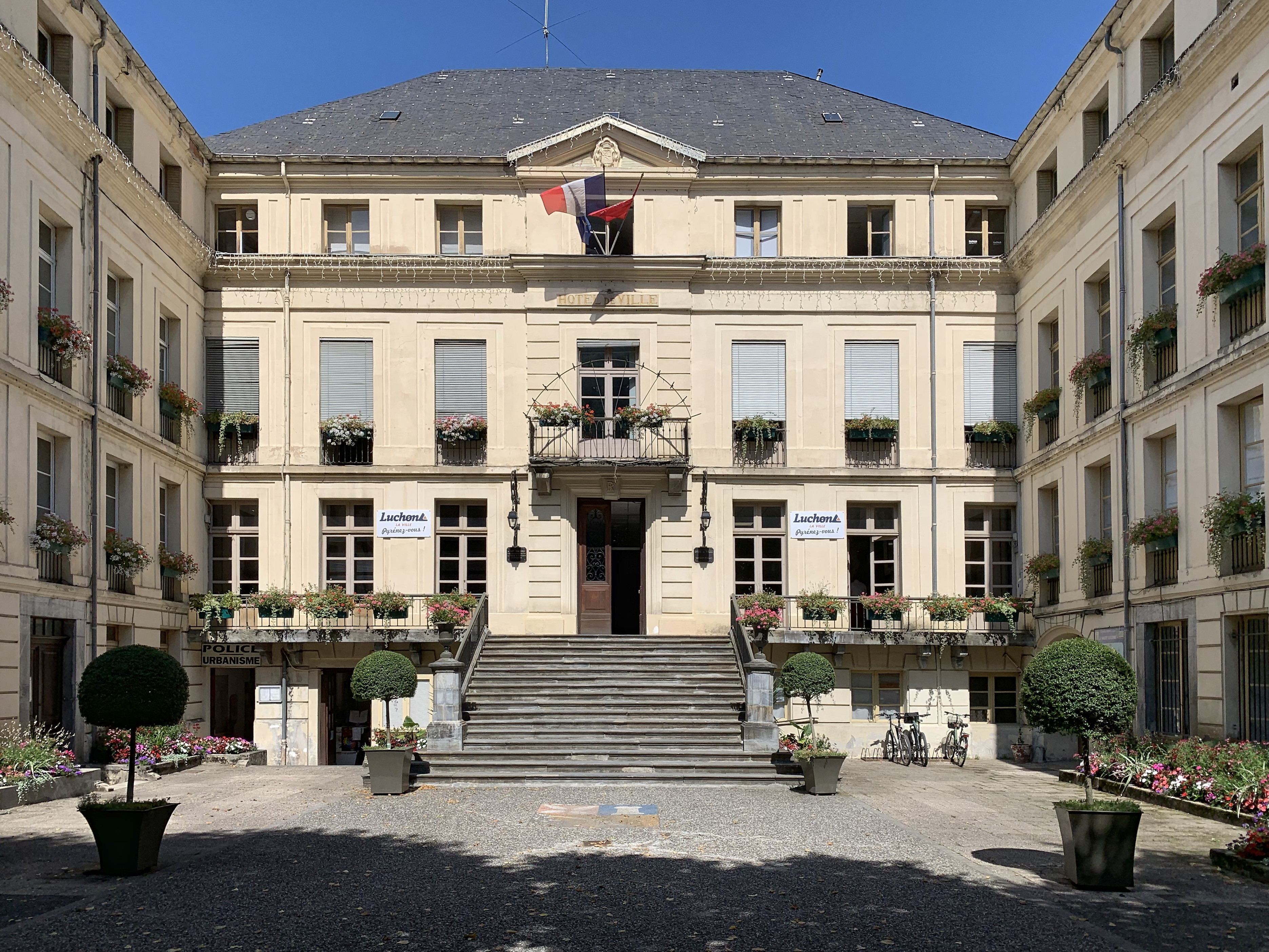
L'hotêl de ville en 2017 (depuis 1948, auparavant à l'emplacement de l'actuelle Maison MJC)

| Période | Période          | Identité            | Étiquette       | Qualité |
| ------- | ---------------- | ------------------- | --------------- | --- |
| 1944    | 1945             | Gabriel Rouy        | PRRRS           | Inspecteur honoraire des douanes |
| 1945    | 1946             | Adrien Bochet       | PCF             | Ingénieur EDF |
| 1946    | 1946             | Auguste Castex      |                 | Artisan tailleur |
| 1946    | 1947             | Adrien Bochet       | PCF             | Ingénieur EDF |
| 1947    | 1971             | Alfred Coste-Floret | MRP puis CD     | Maître des requêtes au Conseil d’État, procureur Député de la Haute-Garonne (1946 → 1958) Conseiller général de Bagnères-de-Luchon (1949 → 1971) |
| 1971    | 1974 (démission) | Albert Castaigne    | Mod.            | Médecin Conseiller général de Bagnères-de-Luchon (1971 → 1977)                                                                                   |
| 1974    | 1995             | Jean Peyrafitte     | PS              | Hôtelier Sénateur de la Haute-Garonne (1980 → 1998) Conseiller général de Bagnères-de-Luchon (1977 → 1992)                                       |
| 1995    | 2008             | René Rettig         | UDF-FD puis UMP | Ancien directeur général des Hôpitaux de Toulouse                                                                                                |
| 2008    | 2020             | Louis Ferré         | PS              | Professeur d'université Vice-président de la CC du Pays de Luchon (2010 → 2016)                                                                  |
| 2020    | En cours         | Éric Azémar         |                 | Ancien cadre Démissionnaire puis réélu |

### Instances judiciaires et administratives
Bagnères-de-Luchon abrite un peloton de gendarmerie de haute montagne.

### Politique environnementale
Dans son palmarès 2016, le Conseil national de villes et villages fleuris de France a renouvelé son attribution de trois fleurs à la commune au Concours des villes et villages fleuris.

### Finances locales
Cette sous-section présente la situation des finances communales de Bagnères-de-Luchon.
Pour l'exercice 2013, le compte administratif du budget municipal de Bagnères-de-Luchon s'établit à  12 869 000 € en dépenses et 13 301 000 € en recettes :
En 2013, la section de fonctionnement se répartit en 11 589 000 €  de charges (4 175 € par habitant) pour 11 851 000 € de produits (4 269 € par habitant), soit un solde de 262 000 € (94 € par habitant), :
- le principal pôle de dépenses de fonctionnement est celui des charges de personnels[Note 10] pour une somme de 6 389 000 € (55 %), soit 2 302 € par habitant, ratio supérieur de 556 % à la valeur moyenne pour les communes de la même strate (351 € par habitant). Sur la période 2009 - 2013, ce ratio fluctue et présente un minimum de 2 152 € par habitant en 2010 et un maximum de 2 302 € par habitant en 2013 ;
- la plus grande part des recettes est constituée des impôts locaux[Note 11] pour une valeur de 5 840 000 € (49 %), soit 2 104 € par habitant, ratio supérieur de 334 % à la valeur moyenne pour les communes de la même strate (485 € par habitant). Sur les 5 dernières années, ce ratio fluctue et présente un minimum de 1 874 € par habitant en 2010 et un maximum de 2 104 € par habitant en 2013.

Les taux des taxes ci-dessous sont votés par la municipalité de Bagnères-de-Luchon. Ils ont varié de la façon suivante par rapport à 2012 :
- la taxe d'habitation constante 24,76 % ;
- la taxe foncière sur le bâti égale 27,77 % ;
- celle sur le non bâti constante 85,92 %.

La section investissement se répartit en emplois et ressources. Pour 2013, les emplois comprennent par ordre d'importance :
- des dépenses d'équipement[Note 13] pour une valeur totale de 719 000 € (56 %), soit 259 € par habitant, ratio inférieur de 35 % à la valeur moyenne pour les communes de la même strate (396 € par habitant). Pour la période allant de 2009 à 2013, ce ratio diminue de façon continue de 649 € à 259 € par habitant ;
- des remboursements d'emprunts[Note 14] pour une valeur totale de 529 000 € (41 %), soit 190 € par habitant, ratio supérieur de 129 % à la valeur moyenne pour les communes de la même strate (83 € par habitant).

Les ressources en investissement de Bagnères-de-Luchon se répartissent principalement en :
- nouvelles dettes pour un montant de 200 000 € (14 %), soit 72 € par habitant, ratio inférieur de 19 % à la valeur moyenne pour les communes de la même strate (89 € par habitant). En partant de 2009 et jusqu'à 2013, ce ratio fluctue et présente un minimum de 72 € par habitant en 2013 et un maximum de 553 € par habitant en 2010 ;
- subventions reçues pour une valeur de 144 000 € (10 %), soit 52 € par habitant, ratio inférieur de 28 % à la valeur moyenne pour les communes de la même strate (72 € par habitant).

L'endettement de Bagnères-de-Luchon au 31 décembre 2013 peut s'évaluer à partir de trois critères : l'encours de la dette, l'annuité de la dette et sa capacité de désendettement :
- l'encours de la dette pour  4 535 000 €, soit 1 634 € par habitant, ratio supérieur de 95 % à la valeur moyenne pour les communes de la même strate (838 € par habitant). Pour la période allant de 2009 à 2013, ce ratio diminue de façon continue de 2 283 € à 1 634 € par habitant[A2 5] ;
- l'annuité de la dette pour une valeur de 728 000 €, soit 262 € par habitant, ratio supérieur de 130 % à la valeur moyenne pour les communes de la même strate (114 € par habitant). Sur la période 2009 - 2013, ce ratio fluctue et présente un minimum de 262 € par habitant en 2013 et un maximum de 830 € par habitant en 2009[A2 5] ;
- la capacité d'autofinancement (CAF) pour une valeur de 499 000 €, soit 180 € par habitant, ratio inférieur de 14 % à la valeur moyenne pour les communes de la même strate (210 € par habitant). Sur les 5 dernières années, ce ratio fluctue et présente un minimum de 180 € par habitant en 2013 et un maximum de 646 € par habitant en 2011[A2 6]. La capacité de désendettement est d'environ 9 années en 2013. Sur une période de 14 années, ce ratio présente un minimum d'environ 2 années en 2011 et un maximum élevé d'un montant de 22 années en 2001.

### Jumelages
Bagnères-de-Luchon est jumelée avec :
- Harrogate (Angleterre) depuis 1952 (réputé être le tout premier jumelage[réf. nécessaire]) ;
- Sitges (Espagne) depuis 1981.

## Population et société

### Démographie
L'évolution du nombre d'habitants est connue à travers les recensements de la population effectués dans la commune depuis 1793. Pour les communes de moins de 10 000 habitants, une enquête de recensement portant sur toute la population est réalisée tous les cinq ans, les populations de référence des années intermédiaires étant quant à elles estimées par interpolation ou extrapolation. Pour la commune, le premier recensement exhaustif entrant dans le cadre du nouveau dispositif a été réalisé en 2006.

En 2022, la commune comptait 2 081 habitants, en évolution de −10,46 % par rapport à 2016 (Haute-Garonne : +8,02 %, France hors Mayotte : +2,11 %).
| 1793  | 1800  | 1806  | 1821  | 1831  | 1836  | 1841  | 1846  | 1851  |
| ----- | ----- | ----- | ----- | ----- | ----- | ----- | ----- | ----- |
| 1 164 | 1 080 | 1 396 | 1 683 | 2 077 | 2 385 | 2 629 | 2 770 | 2 770 |

| 1856  | 1861  | 1866  | 1872  | 1876  | 1881  | 1886  | 1891  | 1896  |
| ----- | ----- | ----- | ----- | ----- | ----- | ----- | ----- | ----- |
| 3 016 | 3 294 | 3 921 | 3 829 | 4 012 | 4 256 | 3 729 | 3 528 | 3 720 |

| 1901  | 1906  | 1911  | 1921  | 1926  | 1931  | 1936  | 1946  | 1954  |
| ----- | ----- | ----- | ----- | ----- | ----- | ----- | ----- | ----- |
| 3 260 | 3 465 | 3 415 | 3 635 | 3 820 | 3 884 | 3 591 | 4 105 | 3 666 |

| 1962  | 1968  | 1975  | 1982  | 1990  | 1999  | 2006  | 2011  | 2016  |
| ----- | ----- | ----- | ----- | ----- | ----- | ----- | ----- | ----- |
| 3 888 | 4 123 | 3 484 | 3 498 | 3 094 | 2 900 | 2 619 | 2 585 | 2 324 |

| 2021  | 2022  | - | - | - | - | - | - | - |
| ----- | ----- | - | - | - | - | - | - | - |
| 2 152 | 2 081 | - | - | - | - | - | - | - |

| selon la population municipale des années : | 1968 | 1975 | 1982 | 1990 | 1999 | 2006 | 2009 | 2013 |
| Rang de la commune dans le département      | 13   | 23   | 27   | 45   | 56   | 71   | 79   | 86   |
| Nombre de communes du département           | 592  | 582  | 586  | 588  | 588  | 588  | 589  | 589  |

Voir aussi l'unité urbaine de Bagnères-de-Luchon et l'aire d'attraction de Bagnères-de-Luchon.

### Enseignement
Bagnères-de-Luchon est située dans l'académie de Toulouse.

#### Établissements scolaires
La ville administre une école maternelle et une école élémentaire communales.
Le département gère le collège Jean-Monnet et la région le lycée général Edmond-Rostand. On y trouve plusieurs options :
- section ski alpin ;
- option montagne ;
- section européenne;
- bachi bac.

Le lycée professionnel des métiers de la première transformation du bois, situé sur le territoire de la commune voisine de Montauban-de-Luchon, propose les formations suivantes :
- CAP mécanicien affûteur ;
- CAP constructeur bois ;
- Baccalauréat professionnel technicien de scierie ;
- BTS technico-commercial bois et dérivés (en apprentissage) ;
- Formation pluriactivité : option ski alpin - Métiers de la montagne ;
- Formation professionnelle d'agent de soins en thermalisme et thalassothérapie.

### Manifestations culturelles et festivités

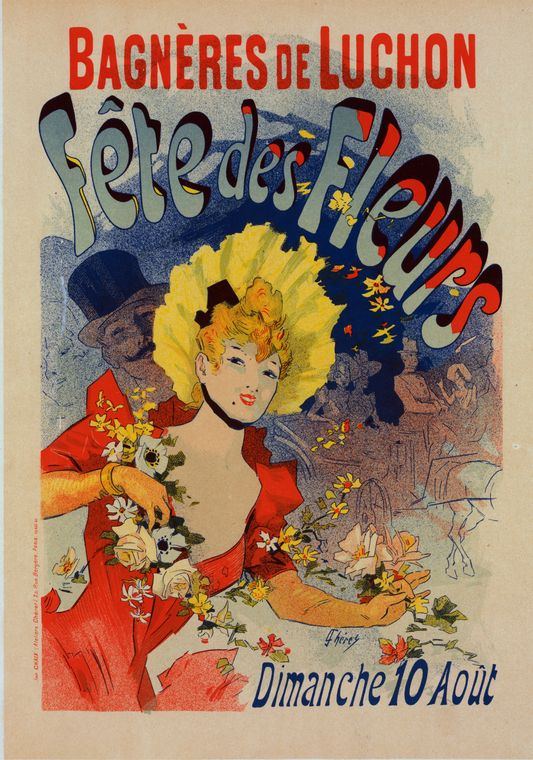
Affiche de Jules Chéret pour la fête des Fleurs du 10 août 1890.

- Festivals de cinéma : le Festival du film de télévision de Luchon.
- La Fête des Fleurs. La fête a été inscrite à l'Inventaire du patrimoine culturel immatériel français depuis 2020.
- Les Rencontres Lyriques de Luchon.
- Brandon de la Saint-Jean - Classé au patrimoine culturel immatériel de l'UNESCO en 2015.

### Sports
Nombreuses stations de ski à proximité : Superbagnères, Peyragudes, Bourg-d'Oueil.
Bagnères-de-Luchon a été une ville-étape et de passage du Tour de France cycliste dans les Pyrénées. Le 6 juillet 1926, Lucien Buysse a remporté l'étape Bayonne-Luchon, dans des conditions climatiques apocalyptiques. Le 15 juillet 1969, Eddy Merckx a gagné l'étape Luchon-Mourenx-Ville-Nouvelle avec près de huit minutes d'avance sur le deuxième, et après cent quarante kilomètres d'échappée en solitaire. Indépendamment du caractère toujours subjectif des considérations de cette sorte, les victoires de Buysse et Merckx sont considérées comme les deux étapes les plus grandioses de l'Histoire du Tour de France et les deux exploits humains les plus extraordinaires, en ce sens qu'ils sortent de l'ordinaire. Le 9 juillet 2016, mais de manière beaucoup plus anecdotique, Christopher Froome remporte l'étape Pau - Bagnères-de-Luchon, après une descente dans le col de Peyresourde.
Golf, sentiers de grande randonnée GR 86 GR 10...
Bagnères-de-Luchon abrite la Compagnie des guides de Luchon.

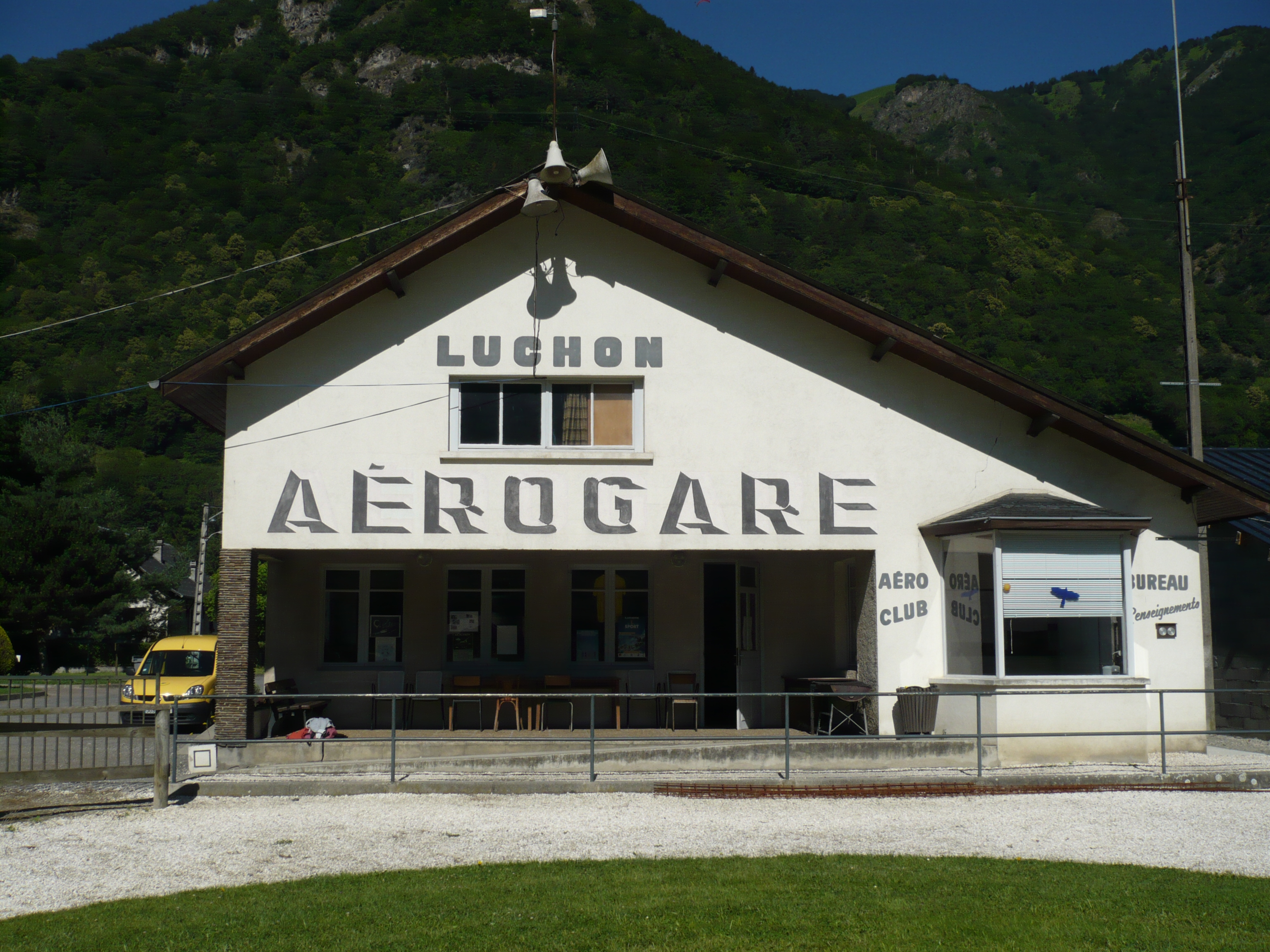
Aérogare de Luchon (juillet 2008).

Aérogare de Luchon, vol possible au-dessus des massifs pyrénéens

### Écologie et recyclage
La collecte et le traitement des déchets des ménages et des déchets assimilés ainsi que la protection et la mise en valeur de l'environnement se font dans le cadre de la communauté de communes des Pyrénées Haut-Garonnaises.

#### Protection environnementale
La zone Natura 2000 de la Haute Vallée de la Pique est classé en zone spéciale de conservation (en référence à la Directive Habitats) depuis 2007, avec une superficie de 8 251 hectares, elle s'étend sur une partie de la commune de Bagnères-de-Luchon.
La zone Natura 2000 des Vallées du Lis, de la Pique et d'Oô est classé en zone de protection spéciale (en référence à la Directive Oiseaux) depuis 2006, avec une superficie de 10 515 hectares, elle s'étend sur une partie de la commune de Bagnères-de-Luchon.
Ces deux zones Natura 2000 se superposent sur une grande partie de leur superficie.

## Économie

### Revenus
En 2018  (données Insee publiées en septembre 2021), la commune compte 1 345 ménages fiscaux, regroupant 2 274 personnes. La médiane du revenu disponible par unité de consommation est de 19 530 € (23 140 € dans le département). 44 % des ménages fiscaux sont imposés (55,3 % dans le département).

### Emploi
|                | 2008  | 2013  | 2018  |
| -------------- | ----- | ----- | ----- |
| Commune        | 7,8 % | 7,2 % | 9,5 % |
| Département    | 7,7 % | 9,6 % | 9,3 % |
| France entière | 8,3 % | 10 %  | 10 %  |

En 2018, la population âgée de 15 à 64 ans s'élève à 1 150 personnes, parmi lesquelles on compte 75,6 % d'actifs (66,1 % ayant un emploi et 9,5 % de chômeurs) et 24,4 % d'inactifs,. Depuis 2008, le taux de chômage communal (au sens du recensement) des 15-64 ans est supérieur à celui du département, mais inférieur à celui de la France.
La commune est la commune-centre de l'aire d'attraction de Bagnères-de-Luchon,. Elle compte 1 730 emplois en 2018, contre 1 891 en 2013 et 2 013 en 2008. Le nombre d'actifs ayant un emploi résidant dans la commune est de 824, soit un indicateur de concentration d'emploi de 209,9 % et un taux d'activité parmi les 15 ans ou plus de 45,2 %.
Sur ces 824 actifs de 15 ans ou plus ayant un emploi, 648 travaillent dans la commune, soit 79 % des habitants. Pour se rendre au travail, 49 % des habitants utilisent un véhicule personnel ou de fonction à quatre roues, 1,2 % les transports en commun, 33,7 % s'y rendent en deux-roues, à vélo ou à pied et 16,1 % n'ont pas besoin de transport (travail au domicile).

### Revenus de la population et fiscalité

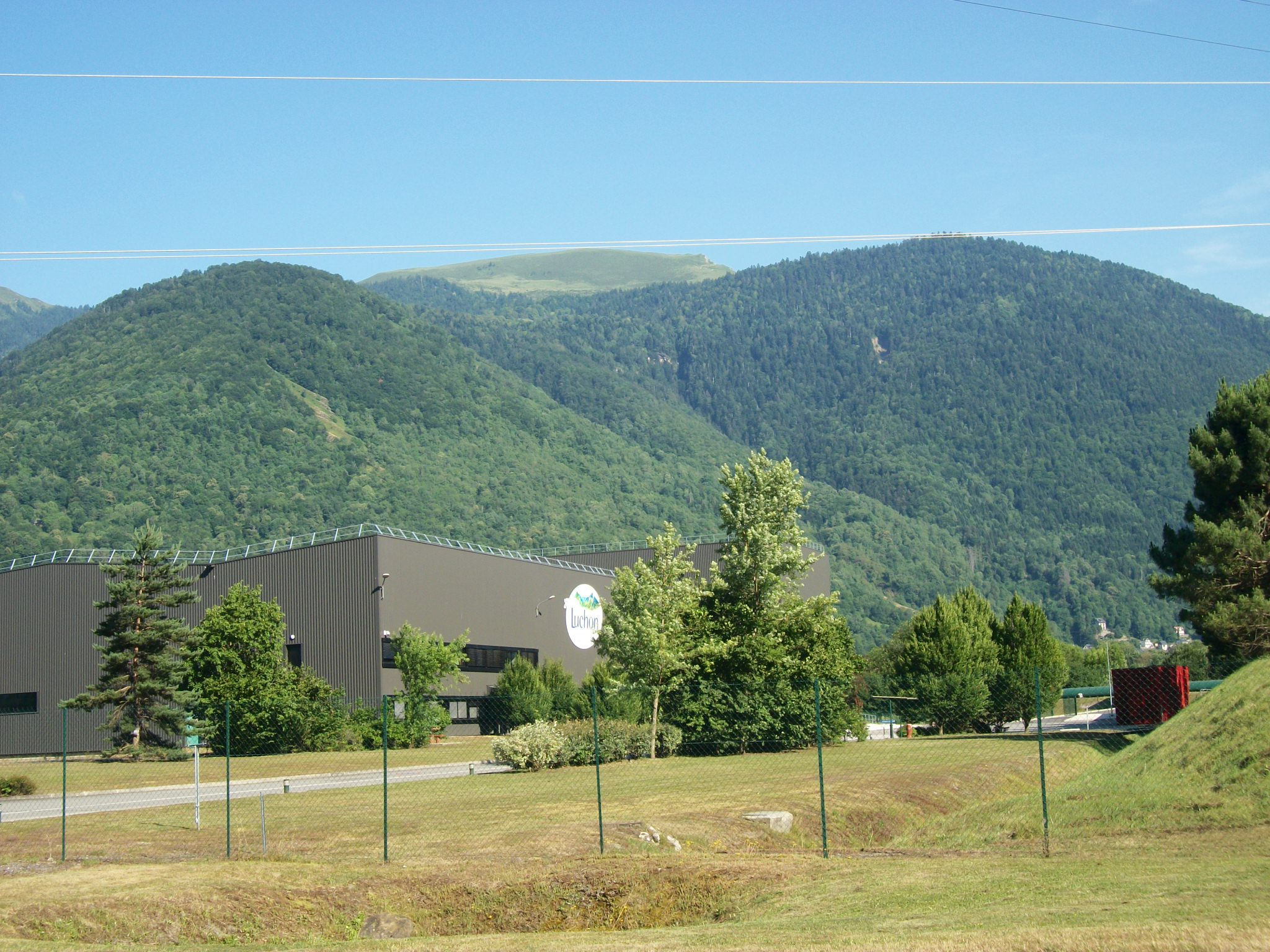
Site de l'embouteillage de l'eau minérale de Luchon

### Entreprises et commerces
Thermalisme (Thermes de Luchon), sports d'hiver (Superbagnères), eaux minérales, tourisme, service ambulancier.

## Culture locale et patrimoine

### Culture locale et patrimoine

#### Église Notre-Dame-de-l'Assomption
Il s'agit d'un édifice néoroman construit de 1847 à 1857 sur l'emplacement de l'ancienne église romane. Il est inscrit à l'inventaire des monuments historiques depuis 2003.
Les peintures murales sont de Romain Cazes,,.

#### Chapelle Saint-Étienne de Barcugnas
La porte romane du XIIe siècle est inscrite aux monuments historiques par arrêté du 7 octobre 1931,.

#### Autres édifices religieux
- Chapelle de l'hôpital militaire des Dominicaines de Sainte-Hélène de Quinconces[80],[81], nommée aussi chapelle de l’Institut Saint Hélène[82].
- Chapelle Notre-Dame de Bagnartigue[82],[83].
- Temple protestant de Bagnères-de-Luchon.

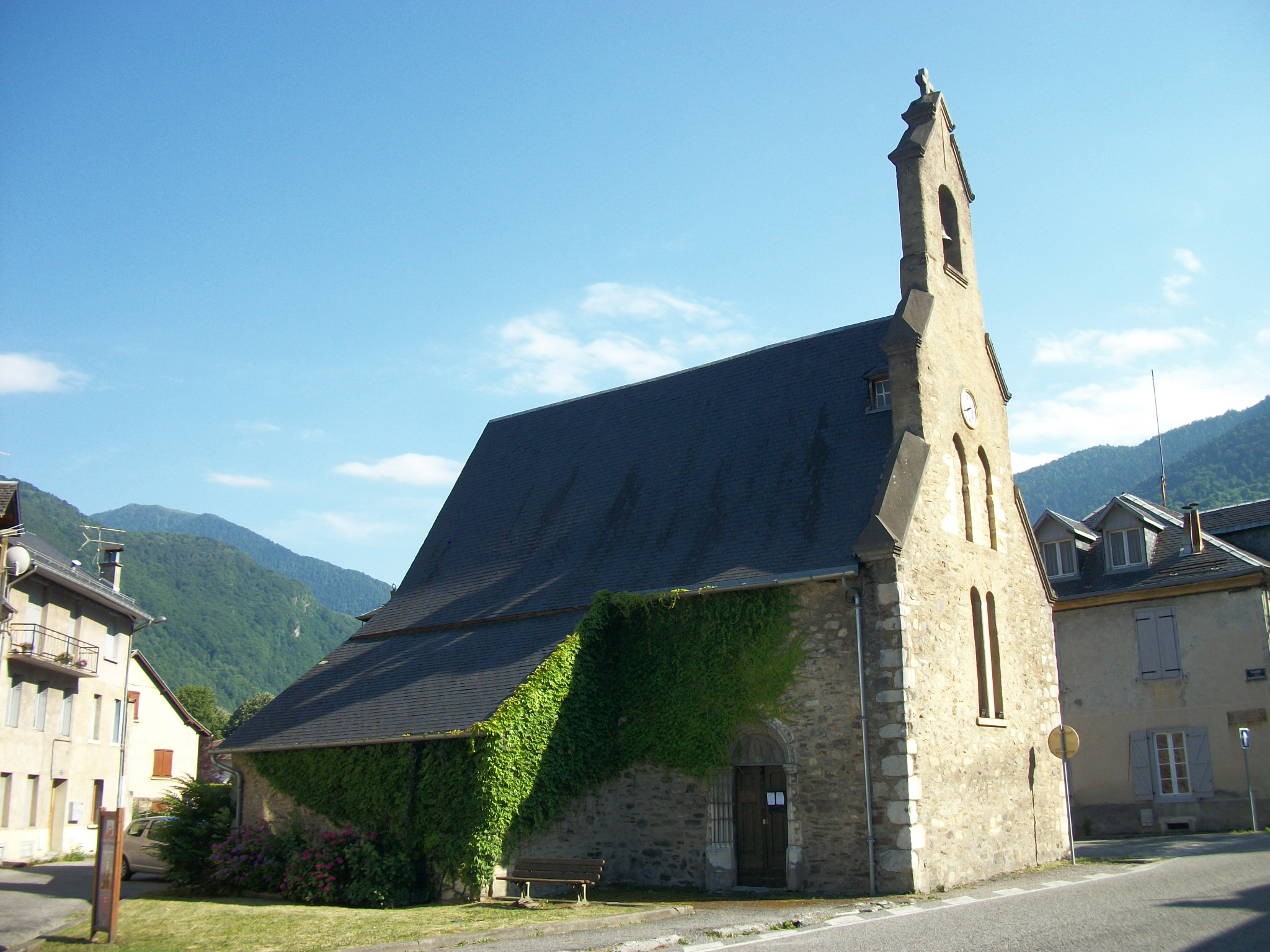
La chapelle Saint-Étienne de Barcugnas
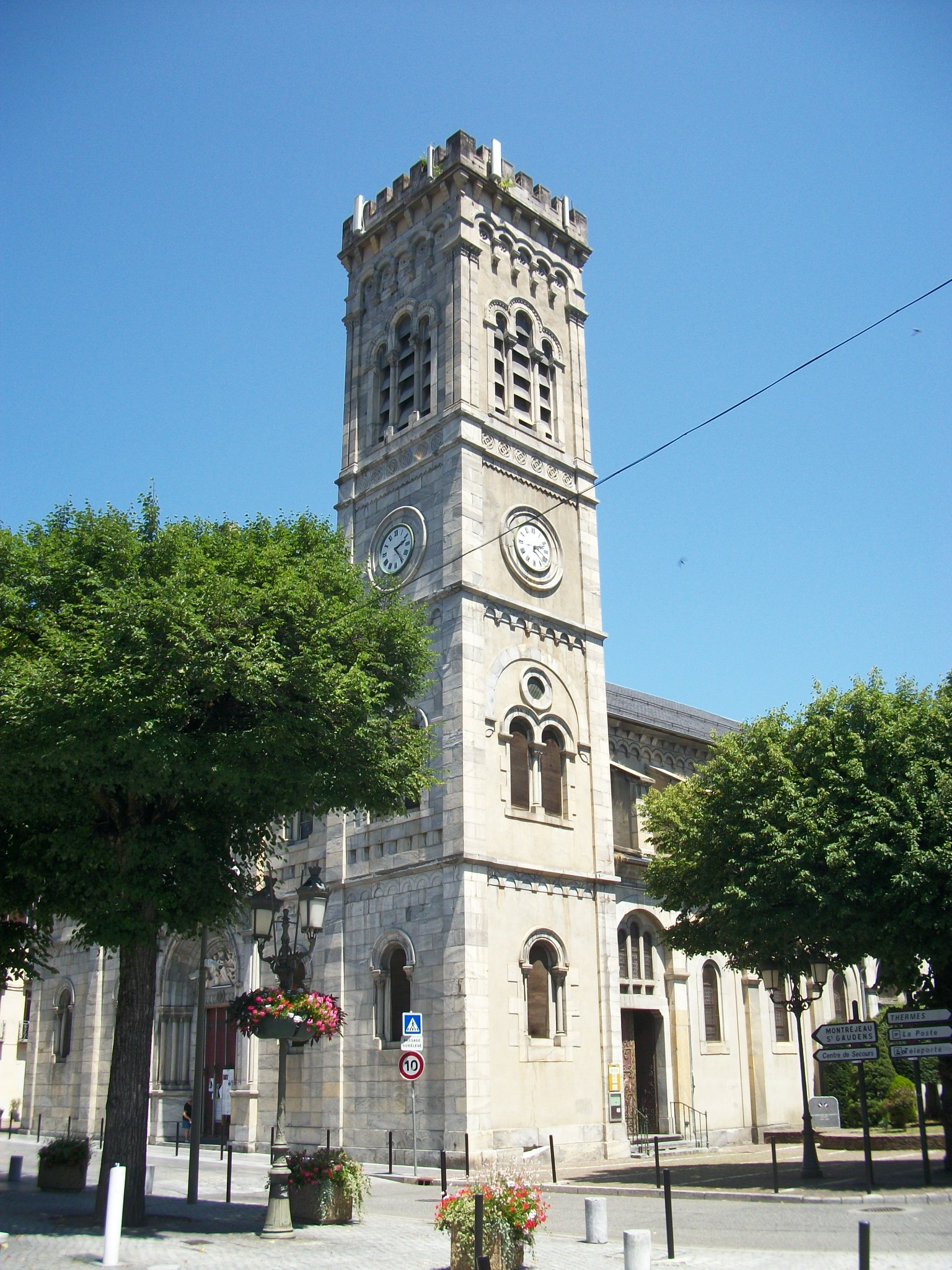
L'église Notre-Dame-de-l'Assomption
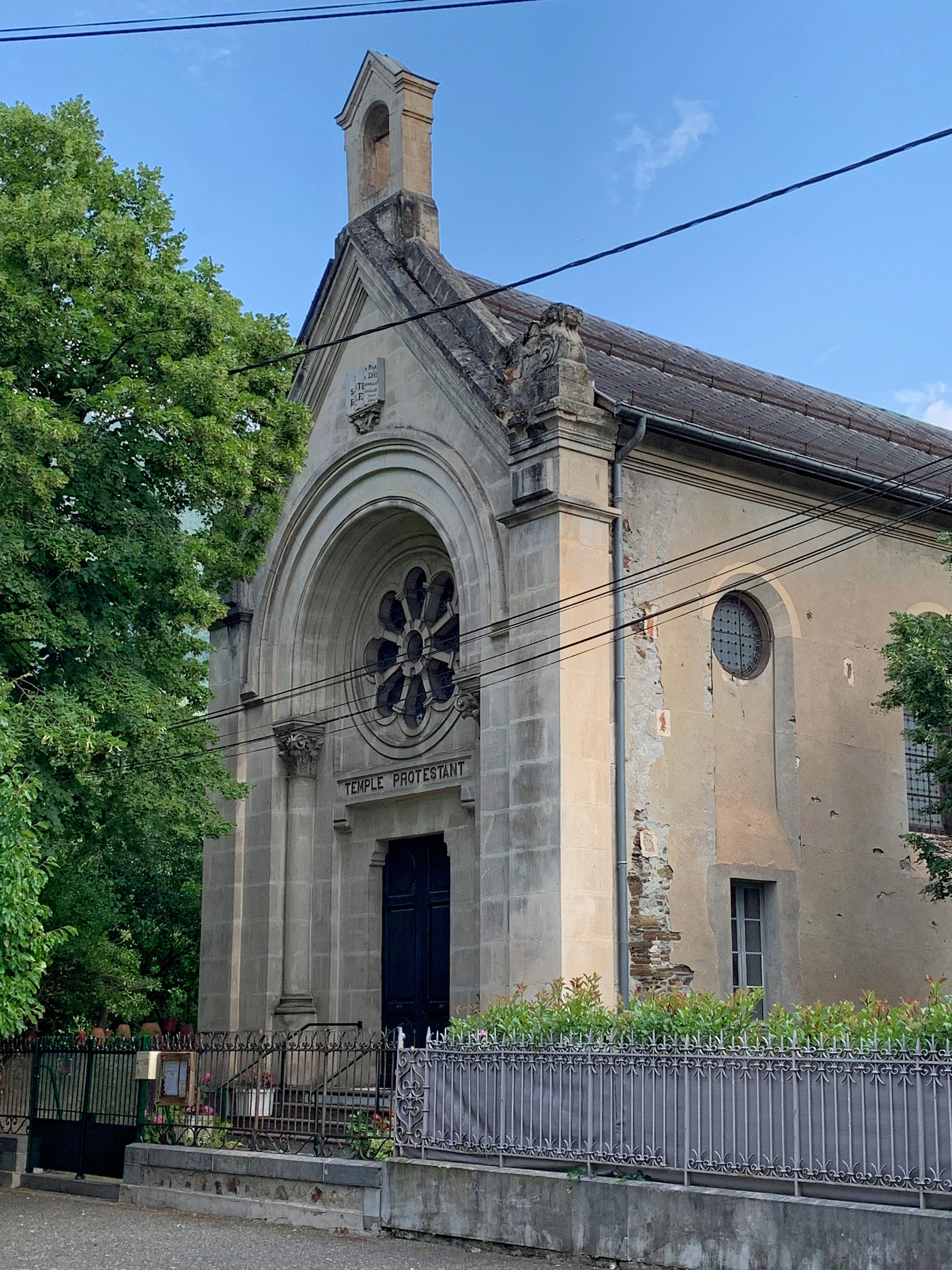
Temple protestant

#### Thermes

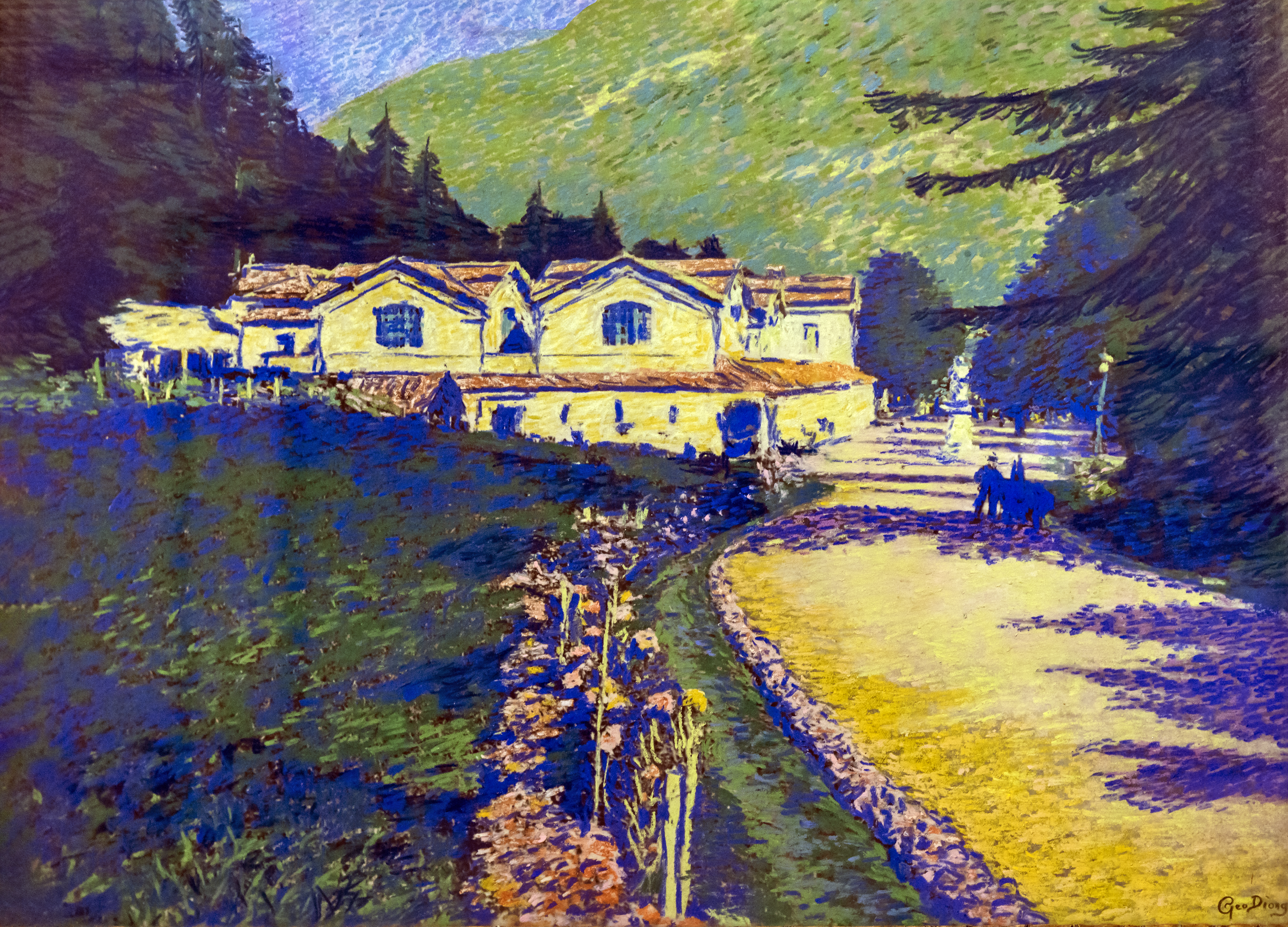
Les termes par le peintre Toulousain Georges Gaudion

Ils sont construits de 1854 à 1858. Les peintures murales du grand hall ont été inscrites à l'inventaires des monuments historiques par arrêté du 6 octobre 1977.
Le hall de l'ancien bâtiment des thermes est pourvu d'une verrière de vitraux figuratifs, au-dessus de la porte d'entrée vitrée.

#### Casino
Le bâtiment est construit entre 1878 et 1880, en brique-pierre dans un style historiciste classique, puis agrandi en 1929 avec ajout du décor Art Déco de la façade antérieure. Le parc est dessiné autour d'une pièce d'eau serpentine avec grotte artificielle. Le parc du casino, ses deux pavillons d'entrée et le pavillon normand ont été inscrits par arrêté du 10 mai 1999.

#### Autres édifices civils
- Le château Lafont-Lassalle, ou hôtel Lassus-Nestier[86], qui date du XVIIIe siècle est inscrit par arrêté du 2 mars 1927 et son escalier est classé le 8 juin 1931[87]. Il abrite le Musée du Pays de Luchon.
- Trois villas du XIXe siècle ont été totalement ou partiellement inscrites. La villa Édouard de style néo-gothique, construite en 1864[88], la villa Pyrène[89], et la villa Santa Maria. La villa Santa Maria (ou Narychkine) construite vers 1840, aux façades néo-palladiennes côté rue a abrité la princesse Narychkine et Alexandre Dumas fils[90].
- la villa Luisa, dans le parc du Pyrénées Palace.
- Les toitures et façades des trois chalets Spont, construits entre 1848 et 1855, sont inscrites[91].
- Il en est de même pour la résidence Charles Tron qui date de 1854[92].

#### À proximité
- Les alignements mégalithiques ont été classés monument historique en 1889[93] de même qu'un cromlech[94].
- Des balades dans le massif des Pyrénées (notamment l'Hospice de France, arboretum de Jouéou, la tour à signaux de Castelvielh, la vallée du Lys, etc.).

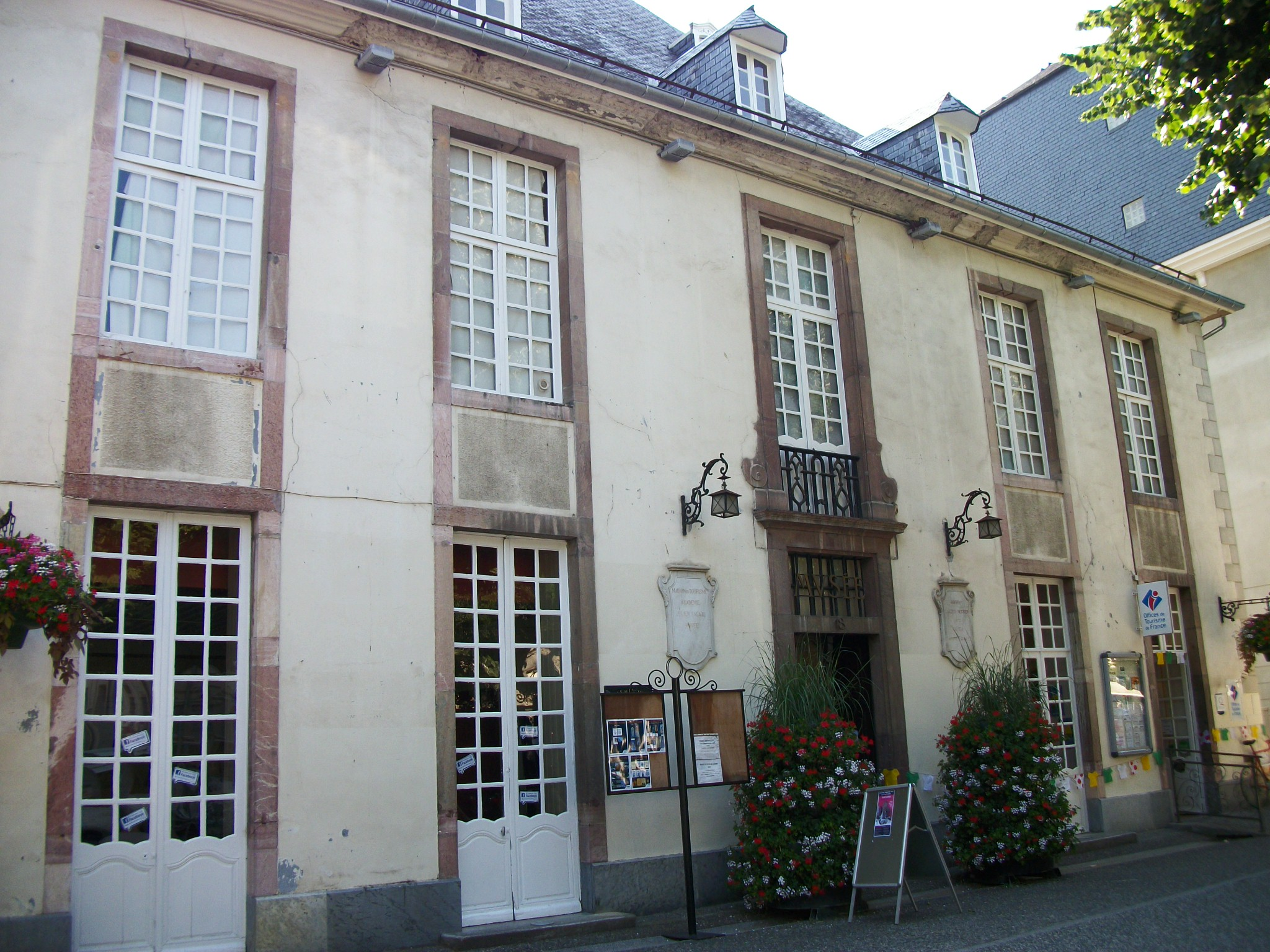
Musée du Pays de Luchon

### Patrimoine culturel
- Musée de la ville de Luchon Musée du Pays de Luchon.
- Musée de l'aéronautique Léon-Elissalde (situé à l'aérodrome de Bagnères-de-Luchon).
- Musée de la Crémaillère au Grand Hôtel de Superbagnères par les Villages Club du Soleil et Alban Leymarie coréalisateur.

### Personnalités liées à la commune

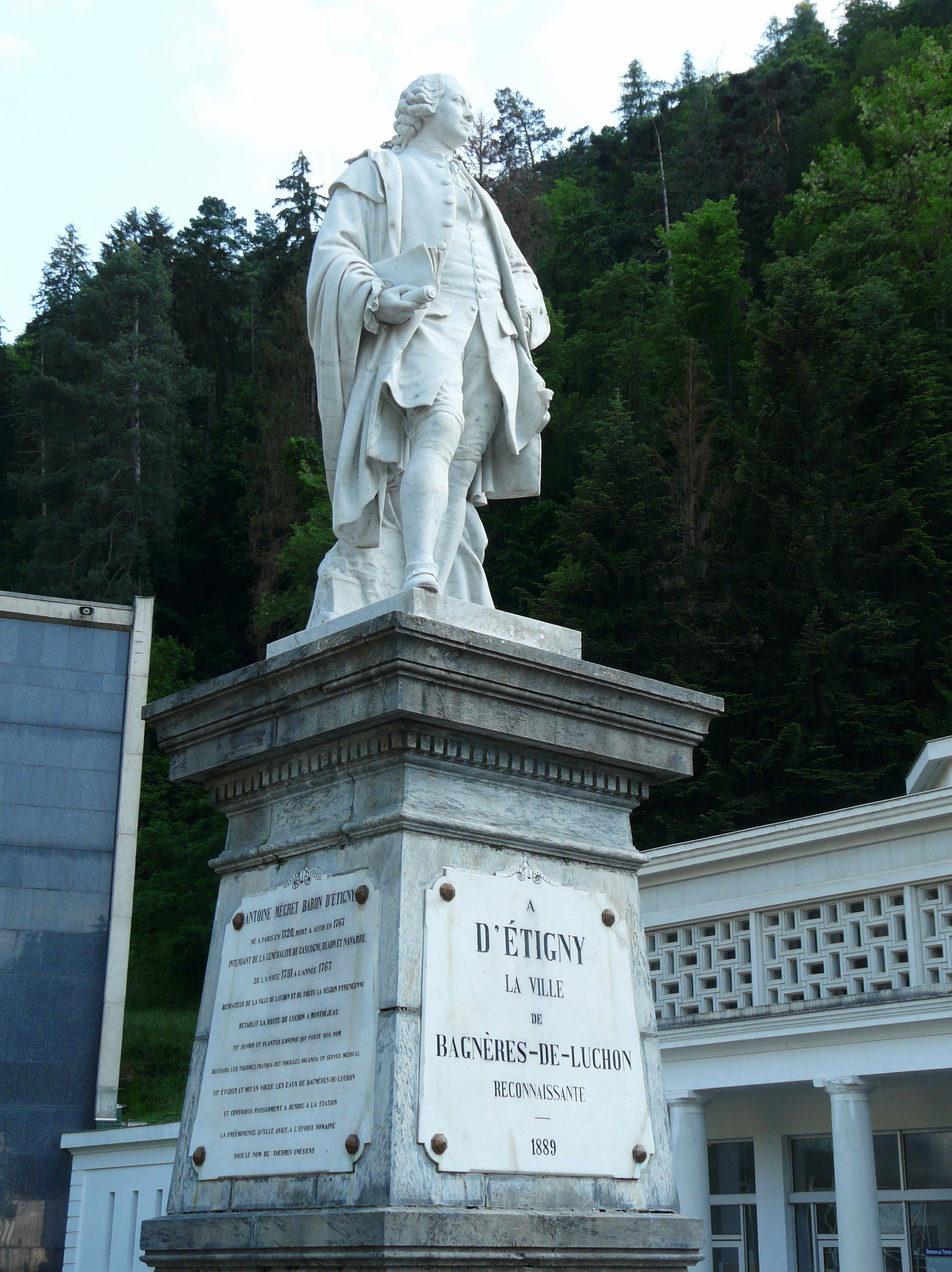
Statue d'Antoine Mégret d'Étigny.

- Antoine Mégret d'Étigny (1719-1767), intendant de la généralité de Gascogne, Béarn et Navarre. La commune lui a rendu hommage : les allées d'Étigny forment la principale artère de la ville, et une statue à son effigie se trouve devant les Thermes.
- Nérée Boubée (1806-1862), naturaliste, entomologiste, géologue et enseignant à l'Université de Paris, mort à Luchon.
- Théodore Gobley (1811-1876), pharmacien et chimiste, membre de l'Académie nationale de médecine, mort à Bagnères-de-Luchon.
- André Bouéry (1821-1879)[95],[96] : poète gascon. Appelé aussi Moussu Andrè. Auteur des Cansous det campané d'Aspetch (« Chansons du sonneur d'Aspet »). cansoun Mai de Diu. Né à Luchon le 11 février 1821. Inhumé à Nestier le 12 avril 1879. Membre de l'Escolo deras Pirenéos.
- Stéphen Liégeard (1830-1925), écrivain et poète français, auteur de Vingt journées d'un touriste au pays de Luchon (1874).
- Auguste Scheurer-Kestner (1833-1899), chimiste et homme politique, mort à Bagnères-de-Luchon.
- Édouard Broustet, (1836-1901), compositeur et chef d'orchestre, directeur de l'orchestre du casino de Luchon, mort à Bagnères-de-Luchon.
- Jean-Marie Mengue (1855-1939), sculpteur né à Bagnères-de-Luchon.
- Henri Gadeau de Kerville (1858-1940), zoologue, botaniste et archéologue.
- Ludovic Dardenne[97] (1859 - 1944), Pharmacien-Chocolatier, considéré comme le « père » de Superbagnères. La commune lui a rendu hommage : le boulevard Ludovic-Dardenne a été nommé ainsi en souvenir de ce dernier et en raison de la présence des anciens ateliers de la Chocolaterie Dardenne.
- Henry de Gorsse ou Henri de Gorsse (1868-1936), homme de lettres, dramaturge, scénariste et parolier, né à Luchon.
- Edmond Rostand (1868-1918), auteur dramatique qui passa à Luchon 22 étés de sa jeunesse et y composa Les Musardises. Dans Cyrano de Bergerac, Acte IV, Scène VI, l'auteur s'est inspiré de la toponymie de la vallée de Luchon, entre autres, pour nommer ses cadets de Gascogne : on y trouve un « Chevalier d’Antignac-Juzet ».
- Jules Brévié (1880-1964) est un administrateur colonial, gouverneur général de l'Afrique occidentale française (AOF) et de l'Indochine française, ministre, né à Bagnères-de-Luchon.
- Georges Lucien Guyot (1885-1973), artiste animalier dont l'œuvre l'« Ours des Pyrénées » est au parc des Thermes.
- Georges Gaudion (1885-1942), peintre toulousain mort à Luchon.
- Jean Arlaud (1896-1938), médecin et alpiniste.
- Lys Gauty (1908-1994), chanteuse, reprit la direction du Casino de Luchon en 1950 et y créa le Festival de la Voix.
- Michel Warlop (1911-1947), violoniste de jazz, mort à Bagnères-de-Luchon.
- Henri Serizier (1916-1952), résistant, Compagnon de la Libération, né à Luchon.
- Guy Lapébie (1916-2010), coureur cycliste, mort à Bagnères-de-Luchon.
- Jean Peyrafitte (1922-2017), maire de Bagnères-de-Luchon de 1974 à 1995, conseiller général du canton de Bagnères-de-Luchon de 1980 à 1992, sénateur de la Haute-Garonne de 1980 à 1998.
- Alexis Kanner (1942-2003), acteur, né à Bagnères-de-Luchon.
- Britt Lafforgue et Ingrid Lafforgue, nées en 1948 à Bagnères-de-Luchon, championnes de ski.
- Olivier Pédémas (1968-), footballeur né à Bagnères-de-Luchon.
- Sylvia Cazeneuve, artiste lyrique, directrice artistique des Rencontres lyriques de Luchon.

### Héraldique, logotype et devise
| Blason de Bagnères-de-Luchon | Blason  | D'or à la montagne de sable mouvant du flanc dextre d'où jaillit un jet d'eau d'argent dans une baignoire d'azur, le tout posé sur une terrasse aussi de sable, au chef parti au premier de gueules chargé de quatre otelles d'argent posées en sautoir et au second d'azur à l'autel votif d'argent chargé sur le dé des inscriptions ILIXIONI DEO V.S.L.M. en lettres capitales romaines de sable. Devise / CriBalneum lixonense post neapolitense primum (Les premiers bains après ceux de Naples).        |
| Blason de Bagnères-de-Luchon | Détails | Le champ de l'écu symbolise les sources thermales qui jaillissent du pied des montagnes des Pyrénées. Le premier quartier du chef est aux armes de Comminges ; quant à la stèle, elle atteste de l'origine gallo-romaine des bains dont Ilixo était le dieu tutélaire. Les ornements extérieurs représentaient une pomme de pin vers 1880 ; elle fut remplacée depuis 1907 par deux isards. La devise de la commune indique la renommée des bains de Luchon. Le statut officiel du blason reste à déterminer. |

## Pour approfondir